# Makłowicz w podróży
W 80 dań dookoła świata z Robertem Makłowiczem (1998–1999), Podróże Kulinarne Roberta Makłowicza (1999–2008), Makłowicz w podróży (2008–2017), Makłowicz w drodze (2017–2020), Makłowicz w Polsce (2018) – cykl programów telewizyjnych prezentujący potrawy kuchni polskiej i światowej prowadzony przez Roberta Makłowicza.
W każdym odcinku pokazywana jest kuchnia z innego zakątka świata: Robert Makłowicz opowiada o miejscu które odwiedza, panujących tam zwyczajach i gotuje regionalne potrawy. Audycja nadawana jest od września 1998 r. na antenach Telewizji Polskiej, zaś premierowe odcinki emitowane były w TVP2 do 2017 r., choć w 2020 r. do emisji trafiły 3 nieemitowane wcześniej odcinki. W latach 2017–2020 emisja programu o nowym tytule Makłowicz w drodze odbywała się w stacji Food Network. Producentem programu Podróże Kulinarne Roberta Makłowicza do marca 2008 r. była Ewa Wachowicz. Począwszy od 2008 r. jego producentem jest Makłowicz s.c.
W lipcu 2015 r. prawa do emisji programu zostały kupione przez chorwacką telewizję publiczną HRT.
W 2020 r. w związku z wybuchem pandemii COVID-19 nie odbyła się realizacja nowych odcinków, jednak sam dziennikarz publikował nowe materiały na swoim prywatnym kanale w serwisie YouTube jako niezależny program.

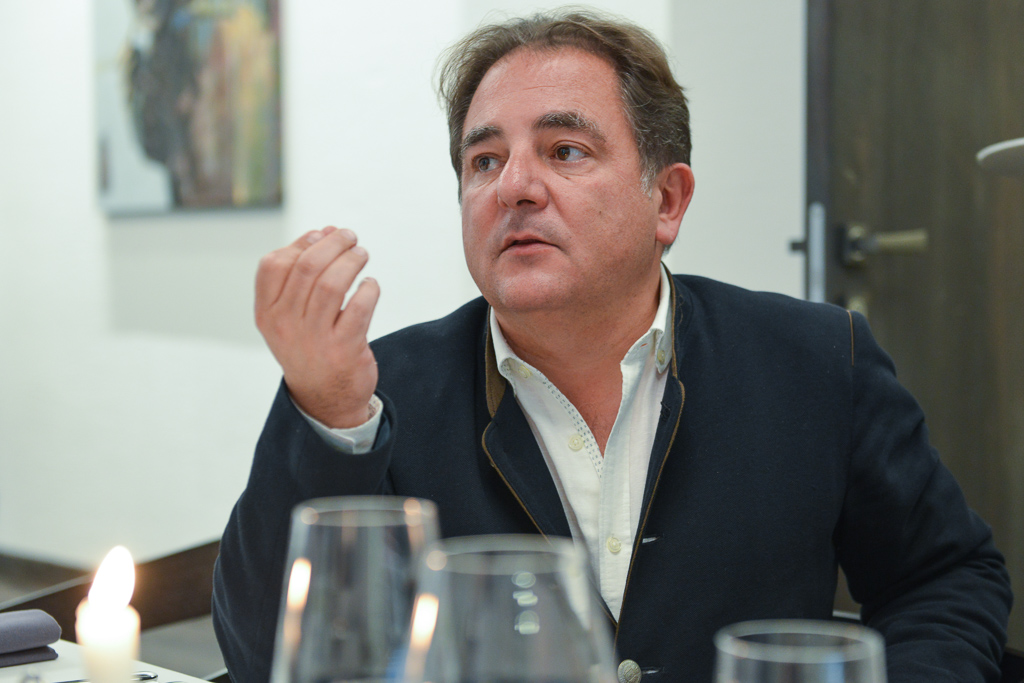
Robert Makłowicz – gospodarz programu

## Przegląd sezonów
| Seria | Okres emisji | Odcinki | Odcinki | Tytuł                                          | Premiera serii       | Finał serii          | Stacja       |
| ----- | ------------ | ------- | ------- | ---------------------------------------------- | -------------------- | -------------------- | ------------ |
| 1     | 1998/1999    | 1–9     | 9       | W 80 dań dookoła świata z Robertem Makłowiczem | 12 września 1998     | 13 lutego 1999       | TVP2         |
| 1     | 1998/1999    | 10–13   | 4       | Podróże Kulinarne Roberta Makłowicza           | 17 kwietnia 1999     | 26 czerwca 1999      | TVP2         |
| 2     | 1999/2000    | 14–35   | 22      | Podróże Kulinarne Roberta Makłowicza           | 4 września 1999      | 18 czerwca 2000      | TVP2         |
| 3     | 2000/2001    | 36–58   | 23      | Podróże Kulinarne Roberta Makłowicza           | 2 września 2000      | 17 czerwca 2001      | TVP2         |
| 4     | 2001/2002    | 59–78   | 20      | Podróże Kulinarne Roberta Makłowicza           | 23 września 2001     | 23 czerwca 2002      | TVP2         |
| 5     | 2002/2003    | 79–101  | 23      | Podróże Kulinarne Roberta Makłowicza           | 8 września 2002      | 15 czerwca 2003      | TVP2         |
| 6     | 2003/2004    | 102–122 | 21      | Podróże Kulinarne Roberta Makłowicza           | 7 września 2003      | 6 czerwca 2004       | TVP2         |
| 7     | 2004/2005    | 123–149 | 27      | Podróże Kulinarne Roberta Makłowicza           | 12 września 2004     | 19 czerwca 2005      | TVP2         |
| 8     | 2005/2006    | 150–179 | 31      | Podróże Kulinarne Roberta Makłowicza           | 11 września 2005     | 11 czerwca 2006      | TVP2         |
| 8     | 2005/2006    | 184     | 31      | Podróże Kulinarne Roberta Makłowicza           | 18 czerwca 2006      | 18 czerwca 2006      | TVP2         |
| 9     | 2006/2007    | 180–183 | 27      | Podróże Kulinarne Roberta Makłowicza           | 17 września 2006     | 15 października 2006 | TVP2         |
| 9     | 2006/2007    | 185–207 | 27      | Podróże Kulinarne Roberta Makłowicza           | 22 października 2006 | 24 czerwca 2007      | TVP2         |
| 10    | 2007/2008    | 208–222 | 15      | Podróże Kulinarne Roberta Makłowicza           | 9 września 2007      | 27 stycznia 2008     | TVP2         |
| 1     | 2008         | 1–14    | 14      | Makłowicz w podroży                            | 9 marca 2008         | 8 czerwca 2008       | TVP2         |
| 2     | 2008         | 15–24   | 10      | Makłowicz w podroży                            | 5 października 2008  | 7 grudnia 2008       | TVP2         |
| 3     | 2009         | 25–37   | 13      | Makłowicz w podroży                            | 15 marca 2009        | 21 czerwca 2009      | TVP2         |
| 4     | 2009         | 38–50   | 13      | Makłowicz w podroży                            | 6 września 2009      | 6 grudnia 2009       | TVP2         |
| 5     | 2010         | 51–63   | 13      | Makłowicz w podroży                            | 7 marca 2010         | 13 czerwca 2010      | TVP2         |
| 6     | 2010         | 64–76   | 13      | Makłowicz w podroży                            | 12 września 2010     | 19 grudnia 2010      | TVP2         |
| 7     | 2011         | 77–88   | 12      | Makłowicz w podroży                            | 20 marca 2011        | 12 czerwca 2011      | TVP2         |
| 8     | 2011         | 89–100  | 12      | Makłowicz w podroży                            | 4 września 2011      | 20 listopada 2011    | TVP2         |
| 9     | 2012         | 101–111 | 11      | Makłowicz w podroży                            | 4 marca 2012         | 27 maja 2012         | TVP2         |
| 10    | 2012         | 112–122 | 11      | Makłowicz w podroży                            | 9 września 2012      | 9 grudnia 2012       | TVP2         |
| 11    | 2013         | 123–133 | 11      | Makłowicz w podroży                            | 3 marca 2013         | 30 maja 2013         | TVP2         |
| 12    | 2013         | 134–144 | 11      | Makłowicz w podroży                            | 8 września 2013      | 17 listopada 2013    | TVP2         |
| 13    | 2014         | 145–156 | 12      | Makłowicz w podroży                            | 2 marca 2014         | 18 maja 2014         | TVP2         |
| 14    | 2014         | 157–168 | 12      | Makłowicz w podroży                            | 7 września 2014      | 23 listopada 2014    | TVP2         |
| 15    | 2015         | 169–180 | 12      | Makłowicz w podroży                            | 22 marca 2015        | 14 czerwca 2015      | TVP2         |
| 16    | 2015         | 181–192 | 12      | Makłowicz w podroży                            | 6 września 2015      | 29 listopada 2015    | TVP2         |
| 17    | 2016         | 193–204 | 12      | Makłowicz w podroży                            | 6 marca 2016         | 29 maja 2016         | TVP2         |
| 18    | 2016         | 205–216 | 12      | Makłowicz w podroży                            | 4 września 2016      | 27 listopada 2016    | TVP2         |
| 19a   | 2017         | 217–218 | 2       | Makłowicz w podroży                            | 5 marca 2017         | 19 marca 2017        | TVP2         |
| 1     | 2017         | 1–3     | 3       | Makłowicz w drodze                             | 11 listopada 2017    | 11 listopada 2017    | Food Network |
| 2     | 2018         | 4–13    | 10      | Makłowicz w drodze                             | 25 lutego 2018       | 29 kwietnia 2018     | Food Network |
| 1     | 2018         | 14–21   | 8       | Makłowicz w Polsce                             | 23 września 2018     | 11 listopada 2018    | Food Network |
| 3     | 2019         | 22–32   | 11      | Makłowicz w drodze                             | 24 lutego 2019       | 5 maja 2019          | Food Network |
| 4     | 2019         | 33–39   | 7       | Makłowicz w drodze                             | 29 września 2019     | 10 listopada 2019    | Food Network |
| 19b   | 2020         | 219–221 | 3       | Makłowicz w podróży                            | 25 marca 2020        | 1 kwietnia 2020      | TVP HD       |

## Lista odcinków -Podróże Kulinarne Roberta Makłowicza

### Sezon 1: 1998/1999
| Lp.                                            | Wędrówka                                       | Data premiery                                  | I danie                                        | II danie                                                     | III danie                                      | IV danie                                       |
| W 80 dań dookoła świata z Robertem Makłowiczem | W 80 dań dookoła świata z Robertem Makłowiczem | W 80 dań dookoła świata z Robertem Makłowiczem | W 80 dań dookoła świata z Robertem Makłowiczem | W 80 dań dookoła świata z Robertem Makłowiczem               | W 80 dań dookoła świata z Robertem Makłowiczem | W 80 dań dookoła świata z Robertem Makłowiczem |
| ---------------------------------------------- | ---------------------------------------------- | ---------------------------------------------- | ---------------------------------------------- | ------------------------------------------------------------ | ---------------------------------------------- | ---------------------------------------------- |
| 1                                              | Wawelski smak                                  | 12 września 1998                               | Ser zgliwiały                                  | Kawior po żydowsku                                           | Maczanka po krakowsku                          | –                                              |
| 2                                              | Dolina Pięciu Smaków                           | 10 października 1998                           | Zupa kwaśnica                                  | Moskole (placki pieczone na blasze bez tłuszczu)             | Udziec jagnięcy marynowany                     | Herbatka po góralsku                           |
| 3                                              | Smak Słowacji                                  | 24 października 1998                           | Bryndzowe haluszki                             | Medaliony z jelenia w sosie ze śliwowicą                     | Tort kasztanowy                                | –                                              |
| 4                                              | Smak Tokaju i Egeru                            | 7 listopada 1998                               | Pontyhalaszle (zupa rybna z karpia)            | tokań z polędwicy wołowej                                    | Naleśniki egerskie                             | –                                              |
| 5                                              | Smak puszty                                    | 21 listopada 1998                              | Bogracs Gulyas (Bogracz)                       | Kapusta nadziewana po debreczyńsku (gołąbki po debreczyńsku) | Naleśniki Hortobágy                            | –                                              |
| 6                                              | Najjaśniejszy smak (wiedeński)                 | 5 grudnia 1998                                 | Sznycel po wiedeńsku (Wiener Schnitzel)        | Tort Sachera                                                 | Gulasz segedyński                              | Deser Pischingera                              |
| 7                                              | Staropolskim smakiem – wigilijne potrawy       | 19 grudnia 1998                                | Żurek                                          | Czerwony barszcz                                             | Kutia                                          | Pasztet z zająca                               |
| 8                                              | Cesarski smak                                  | 30 stycznia 1999                               | Kaiserschmarren (omlet cesarski)               | Roster śliwkowy                                              | Sandacz z czosnkiem                            | Ziemniaczane kiełbaski styryjskie              |
| 9                                              | Karnawał ze smakiem                            | 13 lutego 1999                                 | Pita noworoczna (z ciasta filo)                | Babeczki z kajmakiem i wisienką                              | Chilli con carne                               | –                                              |
| Podróże Kulinarne Roberta Makłowicza           |                                                |                                                |                                                |                                                              |                                                |                                                |
| 10                                             | Ojcowski smak                                  | 17 kwietnia 1999                               | Filet z pstrąga w sosie pomidorowym            | Zupa Pavese                                                  | Knedle wątrobiane                              | Zapiekany mus jabłkowy                         |
| 11                                             | Krynicki smak                                  | 29 maja 1999                                   | Pieczeń husarska                               | Pierogi rusińskie                                            | Polędwiczki z miodem                           | –                                              |
| 12                                             | Kaszubski smak                                 | 12 czerwca 1999                                | Zupa rakowa                                    | Węgorz w sosie koperkowym                                    | Krem cytrynowy                                 | –                                              |
| 13                                             | Smak morski                                    | 26 czerwca 1999                                | Wątróbka z łososia                             | Śledź w śmietanie po kaszubsku                               | Zupa z flądry                                  | Tatar z łososia                                |

### Sezon 2: 1999/2000
| Lp. | Wędrówka                                           | I danie                               | II danie                                 | III danie                                | IV danie             |
| --- | -------------------------------------------------- | ------------------------------------- | ---------------------------------------- | ---------------------------------------- | -------------------- |
| 14  | Smak Soplicowa                                     | Czernina                              | Bigos                                    | Staropolskie zrazy z grzybami i śmietaną | –                    |
| 15  | Smak grzybów                                       | Zupa ze świeżych grzybów              | Cielęcina z kurkami lub rydzami          | Kruchy placek z grzybami                 | –                    |
| 16  | Smak małej Litwy                                   | Kartacze                              | Bliny                                    | Kołduny                                  | –                    |
| 17  | Tatarski smak                                      | Piróg z mięsem                        | Cebulniki (pierogi z wołowiną)           | Szaszłyk tatarski                        | –                    |
| 18  | Knyszyński smak                                    | Studzinki, czyli zimne nóżki          | Babka ziemniaczana i kiszka ziemniaczana | Kwas chlebowy                            | –                    |
| 19  | Koszerny smak                                      | Czulent                               | Pipki – duszone gęsie żołądki            | Materbrajt – maca z jajkiem              | –                    |
| 20  | Cygański smak                                      | Zupa gulaszowa                        | Churgipen (duszone podroby)              | Kura po cygańsku                         | –                    |
| 21  | Myśliwski smak                                     | Bażant pieczony                       | Marynata do sarniny                      | Marynata do szynki z dzika               | Sarna z jarzynami    |
| 22  | Smak XX wieku – najpopularniejsze potrawy stulecia | Hamburger podstawowy i pikantny       | Pizza biała                              | Pizza „Cztery pory roku”                 | Tarta ze szpinakiem  |
| 23  | Dworski smak                                       | Zupa cebulowa                         | Wołowina w piwie                         | Polewka piwna z twarogiem                | –                    |
| 24  | Smak ferii                                         | Niemieckie fondue, fondue czekoladowe | Raclette (roztopiony ser)                | Sałatka alpejska z kuskusem              | Grog szwajcarski     |
| 25  | Zimowy smak                                        | Kociołek tatrzański                   | Kotleciki jagnięce z sosem czosnkowym    | Pstrąg na niebiesko                      | –                    |
| 26  | Smaki źródeł Wisły                                 | Żebroczka                             | Murzin                                   | Gałuszki fusate                          | –                    |
| 27  | Cieszyński smak                                    | Paprykarz z wątróbki                  | Zupa Kulajda                             | Roladki z królika                        | –                    |
| 28  | Poznański smak                                     | Kaczka pieczona                       | Pyzy drożdżowe                           | Pyry z gzikiem                           | Modra kapusta        |
| 29  | Odświętny smak                                     | Chrzan                                | Ćwikła według Mikołaja Reja              | Majonez                                  | Potrawka z prosięcia |
| 30  | Wielkopolski smak                                  | Legumina z ziemniaków                 | Zupa wielkopolska „ślepe ryby”           | Sałatka ze szparagów                     | Zrazy polskie        |
| 31  | Galicyjski smak                                    | Barszcz ukraiński                     | Wątróbki drobiowe po żydowsku            | Sałatka z czeremszy                      | Czeremsza na ciepło  |
| 32  | Huculski smak                                      | Pierogi z bryndzą                     | Kotlety z grzybami                       | Banusz                                   | Barszcz huculski     |
| 33  | Podolski smak                                      | Kluski gryczane                       | Bakłażany duszone w śmietanie            | Kebab z sosem jogurtowym                 | –                    |
| 34  | Lwowski smak                                       | Parzybroda (zupa ormiańska)           | Gołąbki                                  | Pierogi z makiem (wareniki)              | –                    |
| 35  | Opolski smak                                       | Wodzionka                             | Śląskie niebo                            | Rolada wieprzowa                         | –                    |

### Sezon 3: 2000/2001
| Lp. | Wędrówka                   | I danie                                   | II danie                                   | III danie                               | IV danie                            |
| --- | -------------------------- | ----------------------------------------- | ------------------------------------------ | --------------------------------------- | ----------------------------------- |
| 36  | Śląski smak                | Karminadle                                | Żur żeniaty                                | Kluski śląskie                          | Schab po sztygarsku                 |
| 37  | Czeski smak                | Zupa z flaczków                           | Houskowe knedliky                          | Pieczona golonka                        | –                                   |
| 38  | Morawski smak              | Filety wieprzowe z brzoskwiniami          | Twarożki ołomuńskie w cieście piwnym       | Zupa ziemniaczana                       | –                                   |
| 39  | Francuski smak             | Zupa babska                               | Cielęcina z estragonem                     | Omlet francuski                         | –                                   |
| 40  | Smak Szampanii             | Zupa z kapusty i boczku                   | Sałata z boczkiem                          | Raki w szampanie                        | –                                   |
| 41  | Smak Burgundii             | Kogut w winie                             | Pory z sosem vinaigrette                   | Wołowina po burgundzku                  | –                                   |
| 42  | Smak Owernii               | Kapusta nadziewana po owerniańsku         | Truffade                                   | Pounty (pasztet z jarzynami i śliwkami) | –                                   |
| 43  | Boże Narodzenie ze smakiem | Kapusta z grochem                         | Fasolka ze śliwkami                        | Gęś na kwaśnicy (kwaśnica na gęsi)      | Knedelki z makiem                   |
| 44  | Wesela smak                | Smalec                                    | Rosół                                      | Gęś nadziewana kaszą krakowską          | –                                   |
| 45  | Wigilijny smak             | Karp po żydowsku                          | Strudel z jabłkami                         | Ajerkoniak                              | –                                   |
| 46  | Smak nowego stulecia       | Ratatouille                               | Curry z kurczaka z mlekiem kokosowym       | Szpinak curry w jogurcie                | Sałatka owocowa Macedonia           |
| 47  | Parmeński smak             | Makaron penette z prawdziwkami            | Prosciutto zapiekane (zapiekanka z szynką) | Mostek cielęcy nadziewany               | –                                   |
| 48  | Smak Apeninów              | Filety wołowe z octem balsamicznym        | Risotto z prawdziwkami                     | Placki crescenta                        | Naleśniki                           |
| 49  | Smak Bolonii i Ferrary     | Ciasto makaronowe                         | Ragout po bolońsku                         | Pierożki z dyni                         | Sos pomidorowy                      |
| 50  | Światowy smak              | Mutabal (potrawa libańska)                | Salsa (potrawa teksasko-meksykańska)       | Fajita drobiowa                         | Ryż do sushi (potrawa japońska)     |
| 51  | Smak via Emilia            | Kluseczki pisarei                         | Tortellini                                 | Flaki z Reggio                          | Placki piadina                      |
| 52  | Warszawski smak            | Bliny z kawiorem                          | Pyzy z mięsem                              | Solanka rybna                           | –                                   |
| 53  | Wielkanocny smak           | Placek ze szpinakiem                      | Piersi z kaczki w winie musującym          | Purée fasolowe z kotlecikami jagnięcymi | –                                   |
| 54  | Grill ze smakiem           | Sałatka z jarzyn z rusztu                 | Pstrąg z rusztu                            | Żeberka z rusztu                        | –                                   |
| 55  | Litewski smak              | Zupa ziemniaczano-makowa                  | Szczupak gotowany w barszczu               | Sztuka mięsa w sosie grzybowym          | –                                   |
| 56  | Wileński smak              | Cepeliny                                  | Chłodnik litewski                          | Placki ziemniaczane z makiem            | –                                   |
| 57  | Smak Żmudzi                | Placki ziemniaczane z serem i majerankiem | Schab w maślance                           | Purée' z ziemniaków i zielonego groszku | Naleśniki z farszem z wędzonej ryby |
| 58  | Wakacje ze smakiem         | Paprykarz z ziemniaków i grzybów          | Fabada                                     | Omlet z jarzynami                       | –                                   |

### Sezon 4: 2001/2002
| Lp. | Wędrówka                  | I danie                                     | II danie                                                              | III danie                                    | IV danie                            |
| --- | ------------------------- | ------------------------------------------- | --------------------------------------------------------------------- | -------------------------------------------- | ----------------------------------- |
| 59  | Pieniński smak            | Paprykarz ze szczupaka                      | Kluski                                                                | Kotlety schabowe po debreczyńsku             | Sałatka szparagowa a la Gundel      |
| 60  | Gorlicki smak             | Sum duszony z kapustą kiszoną               | Bulion z tokajem                                                      | Gołąbki saute'                               | Sos do gołąbków                     |
| 61  | Smak kapusty              | Purée ziemniaczano-kapuściane z kiełbaskami | Żeberka duszone w kapuście                                            | Stampot – zapiekanka z brukselką             | Surówka z kiszonej kapusty          |
| 62  | Smak Andaluzji            | Chłodnik czosnkowo-migdałowy                | Piersi z kurczaka w sherry                                            | Flan (deser) pomarańczowy                    | –                                   |
| 63  | Smak corridy              | Omlet ziemniaczany Tortilla                 | Królik po myśliwsku                                                   | Zupa Gaspacho                                | –                                   |
| 64  | Fiesta ze smakiem         | Tuńczyk z jarzynami                         | Móżdżek wieprzowy w sherry                                            | Sałatka z ośmiornic                          | Małże w sosie czosnkowo-winnym      |
| 65  | Ratowanie smaku           | Wschód Słońca w Sydney                      | Zupa Rassolnik                                                        | Patatas Bravas                               | Makaron z fasolą                    |
| 66  | Dzieciństwo ze smakiem    | Spaghetti z sosem pomidorowym               | Kurczak z frytkami                                                    | Mus czekoladowy                              | –                                   |
| 67  | Narty ze smakiem          | Kanapka                                     | Kotleciki cielęce i omlet z bundzem                                   | Zupa ziemnaczana z chrzanem                  | Piwo grzane                         |
| 68  | Tatrzański smak           | Jajka w koszulkach z sosem chrzanowym       | Krupnik na gorąco                                                     | Polędwiczki wieprzowe Stubica                | Rydze po katalońsku i sangria       |
| 69  | Wykwintny smak            | Karp po polsku                              | Comber z sarny                                                        | Zrazy z jelenia                              | –                                   |
| 70  | Pszczyński smak           | Zupa kminkowa                               | Kluseczki grysikowe                                                   | Knedel w serwecie                            | Ozorki wieprzowe w sosie sardelowym |
| 71  | Smak Ziemi Obiecanej      | Beauf Stroganow                             | Ozorki cielęce w sosie karmelowym (według przepisu Anieli Rubinstein) | Kluski z kurkami w sosie (potrawa niemiecka) | Dorsz po polsku                     |
| 72  | Wielkanocny smak Podlasia | Pierogi z soczewicą                         | Schab z jajkiem                                                       | Kulebiak z kapusta                           | –                                   |
| 73  | Modny smak                | Zupa z bobu i kolendry                      | Szparagi w sosie serowym                                              | Tagliatelle z prawdziwkami                   | –                                   |
| 74  | Wiosenny smak             | Toskańska zupa jarzynowa                    | Fasola duszona                                                        | Kluseczki szpinakowe                         | Sałata rzymska                      |
| 75  | Smak szparagów            | Zupa szparagowa                             | Szparagi w sosie holenderskim                                         | Omlet ze szparagami i dzikim czosnkiem       | –                                   |
| 76  | Niemiecki smak            | Zupa z soczewicy z frankfurterkami          | Sałatka ziemniaczana                                                  | Polędwiczki z jelenia z Czarnego Lasu        | –                                   |
| 77  | Smak Schwarzwaldu         | Filety z pstrąga                            | Ragoût cielęce                                                        | Kluski (Spätzle) z serem                     | Tort wiśniowy                       |
| 78  | Piwny smak                | Zupa piwna z kapustą                        | Wołowina w piwie według Makłowicza                                    | Kurczak w piwie                              | –                                   |

### Sezon 5: 2002/2003
| Lp. | Wędrówka                    | Data premiery     | I danie                                        | II danie                            | III danie                                          | IV danie                                   |
| --- | --------------------------- | ----------------- | ---------------------------------------------- | ----------------------------------- | -------------------------------------------------- | ------------------------------------------ |
| 79  | Agroturystyczny smak        | 22 września 2002  | Sztuka mięsa w sosie chrzanowym                | Kiełbasa rybna                      | Kalarepa faszerowana                               | –                                          |
| 80  | Nad łąkami ze smakiem       | 8 września 2002   | Krokiety z miętusa                             | Gotowany żur                        | Kiełbasa palcówka                                  | –                                          |
| 81  | Biebrzański smak            | 29 września 2002  | Zupa rybna z suma                              | Płocie z rusztu                     | Ragoût z dzika                                     | Szczupak marynowany                        |
| 82  | Dawnych wspomnień smak      | brak danych       | Pierogi z kapustą, rakami i smardzami          | Filet z sarny (eskalopki z sarniny) | Suflet z żubrówką i sosem malinowo-jabłkowym       | –                                          |
| 83  | Bałtycki smak               | 3 listopada 2002  | Halibut i pinacolada (koktajl bezalkoholowy)   | Zupa z homara                       | Filety wieprzowe zawijane                          | Śledzie po szwedzku (marynowane na słodko) |
| 84  | Szwedzki smak               | 17 listopada 2002 | Dorsz z jarzynami                              | Wołowina po marynarsku              | Kanapka szwedzka                                   | Wołowina a la Lindstrom                    |
| 85  | Sopocki smak                | brak danych       | Kotleciki z dorsza w sosie kaparowym           | Śledzie z jabłkami                  | Sos kaparowy                                       | Wątróbka z ikrą dorsza                     |
| 86  | Cztery pory smaku           | brak danych       | Naleśniki tatrzańskie z bryndzą                | Risotto jarzynowe                   | Czarny bez w cieście                               | Kacza zupa                                 |
| 87  | Kolejowy smak               | 12 stycznia 2003  | Kurczak po pilzneńsku                          | Corn chowder                        | Tagliatelle z łososiem                             | –                                          |
| 88  | Marynarski smak             | 26 stycznia 2003  | Zrazy po nelsońsku                             | Klops (mitlouf)                     | Grysikowy przysmak                                 | Grochówka                                  |
| 89  | Gdynia ze smakiem           | 15 grudnia 2002   | Łosoś z rusztu                                 | Łosoś z deski                       | Zupa „Nic”                                         | Zupa rybna                                 |
| 90  | Tradycyjny smak             | 22 grudnia 2002   | Kapusta po morawsku                            | Knedle ze słoniną                   | Pstrągi z migdałami                                | Wołowina nadziewana chrzanem               |
| 91  | Dancingowy smak             | 29 grudnia 2002   | Flaki po lwowsku                               | Kotleciki pożarskie                 | Banana heaven – Nowy Orlean                        | –                                          |
| 92  | Bieszczadzki smak           | 16 lutego 2003    | Zupa dzicza ziemniaczana                       | Karkówka dzicza z rusztu            | Pieczeń z dzika                                    | Schab z dzika                              |
| 93  | Cypryjski smak              | 2 marca 2003      | Wołowina w winie                               | Ośmiornica w winie                  | Smażone sardynki, sałatka Choriatiki               | Dorada w winie                             |
| 94  | Leśny smak                  | 16 marca 2003     | Zupa gulaszowa z bażanta                       | Zupa gulaszowa z jelenina           | Ragoût z zajaca                                    | Mamałyga/polenta                           |
| 95  | U Afrodyty ze smakiem       | 23 marca 2003     | Jagnięcina z liściem laurowym                  | Zupa cytrynowa                      | Klopsiki w sosie cytrynowym                        | –                                          |
| 96  | Pasterski smak              | 6 kwietnia 2003   | Kleftiko                                       | Gołąbki w liściach winogron         | Souvlaki                                           | –                                          |
| 97  | Smak Urugwaju               | 27 kwietnia 2003  | Flaczki z ciecierzyca/Mandongo (con garbancoz) | Olla podrida [czyt. ozia]           | Jagnięcina z rusztu                                | –                                          |
| 98  | Smak południowego Atlantyku | 11 maja 2003      | Casuela                                        | Kalmary z ryżem                     | Mule                                               | –                                          |
| 99  | Smak Ardenów                | 18 maja 2003      | Pory z szynką ardeńską                         | Zupa – krem z cykorii i piwa        | Kiełbaski ardeńskie z dzika z purée jarzynowym     | –                                          |
| 100 | Europejski smak             | 1 czerwca 2003    | Mule w białym winie z serem roquefort          | Majonez estragonowy                 | Krem angielski                                     | Królik w piwie wiśniowym                   |
| 101 | Montevideo ze smakiem       | 15 czerwca 2003   | Chimi churri                                   | Guizo                               | Naleśniki, Dulce De Leche – krem, sos pomarańczowy | –                                          |

### Sezon 6: 2003/2004
| Lp. | Wędrówka                | Data premiery        | I danie                                 | II danie                                | III danie                                   | IV danie                             |
| --- | ----------------------- | -------------------- | --------------------------------------- | --------------------------------------- | ------------------------------------------- | ------------------------------------ |
| 102 | Kolonialny smak         | 21 września 2003     | Bolitas                                 | Cannelloni                              | Jesiotr w sosie roquefort                   | –                                    |
| 103 | Waloński smak           | 7 września 2003      | Kotlety cielęce w piwie                 | Królik z suszonymi śliwkami             | Sałatka z Liège                             | –                                    |
| 104 | Flamandzki smak         | 5 października 2003  | Mule z piwem i bekonem                  | Waterzooi                               | Wołowina po flamandzku                      | –                                    |
| 105 | Bardzo słony smak       | 19 października 2003 | Kotleciki cielęce                       | Ryba w soli                             | Ziemniaki w soli – sosy: kolorowy i zielony | –                                    |
| 106 | Smak Alzacji            | 2 listopada 2003     | Foie gras                               | Kapusta po sztrasbursku                 | Knepfle                                     | –                                    |
| 107 | Smak Lotaryngii         | 16 listopada 2003    | Garnek lotaryński                       | Quiche lorraine                         | Zupa z dyni                                 | –                                    |
| 108 | Rejs dobrego smaku      | 30 listopada 2003    | Filety z sandacza w białym winie        | Ragoût cielęce                          | Soczewica z boczkiem                        | Tarta z porami i serem               |
| 109 | Zimowych wspomnień smak | 28 grudnia 2003      | Kocioł tatrzański                       | Pstrągi w migdałach po madziarsku       | Grog szwajcarski                            | Karp po polsku                       |
| 110 | Królewski smak          | 21 grudnia 2003      | Karp gotowany w piwie z miodem          | Szczupak duszony w jarzynach            | Sandacz z kiszonymi ogórkami                | –                                    |
| 111 | Smak Wogezów            | 4 stycznia 2004      | Flamiche                                | Kogut w rieslingu                       | Sałatka ziemniaczana z kiełbasą             | Tarta ze śliwkami                    |
| 112 | Smak Jamajki            | 18 stycznia 2004     | Curry z kozy                            | Marynata jerk                           | Zupa rybna                                  | Zupa z callaloo                      |
| 113 | Karaibski smak          | 1 lutego 2004        | Krewetki z mlekiem kokosowym i ananasem | Escoveitched Fish                       | Langusta                                    | Konfitura z mango                    |
| 114 | Smak kawy               | 14 marca 2004        | Żeberka z glazurą kawową                | Wołowina duszona z kawą                 | Kawa po jamajsku                            | Dżem bananowo-kawowy                 |
| 115 | Piracki smak            | 28 lutego 2004       | Corned beef                             | Duszone callaloo                        | Krokiety z suszonego dorsza                 | Poncz rumowy                         |
| 116 | Zimowe grillowanie      | 15 lutego 2004       | Sos rdzawy i jogurtowy                  | Kotlety schabowe i skrzydełka w miodzie | Placki ziemniaczane z wędzonym łososiem     | Pieczone ziemniaki ze śledziem       |
| 117 | Beskidzki smak          | 29 lutego 2004       | Chuda jewa                              | Krauti                                  | Gulasz z podrobów jelenia                   | Placki z wyrzoskami                  |
| 118 | Turecki smak            | 18 kwietnia 2004     | Bulgur                                  | Sałatka z buraków                       | Wątróbka po albańsku                        | Zawijaniec                           |
| 119 | Smak Stambułu           | 25 kwietnia 2004     | Adana kebab                             | Jaja w sosie jogurtowym                 | Pilaw z bakłażanami                         | –                                    |
| 120 | Smak Bosforu            | 9 maja 2004          | Barwena z rusztu                        | Makrela z orzechami Szpinak z orzechami | Sardynki w liściach winogron                | Szaszłyki z sera w liściach winogron |
| 121 | Smak orientu            | 23 maja 2004         | Kotleciki z cukinii                     | Pasta z bakłażanów                      | Tureckie szaszłyki                          | Sos z pomidorów i chilli i sos cacık |
| 122 | Olimpijski smak         | 6 czerwca 2004       | Makaron z wątróbkami                    | Filety z indyka w sosie grzybowym       | Spaghetti w sosie z pomidorów               | Spaghetti w sosie z bułką tartą      |

### Sezon 7: 2004/2005
| Lp. | Wędrówka                   | I danie                           | II danie                                   | III danie                                         | IV danie                              |
| --- | -------------------------- | --------------------------------- | ------------------------------------------ | ------------------------------------------------- | ------------------------------------- |
| 123 | Smak oliwy i wina          | Makaron bigoli z sosem sardelowym | Ogony wołowe w winie                       | Kurczak w winie                                   | –                                     |
| 124 | Smak weneckiej prowincji   | Schab w mleku                     | Risi e Bisi (risotto z zielonym groszkiem) | Bolito                                            | –                                     |
| 125 | Smak włoskiego snobizmu    | Risotto z kwiatami cukinii        | Zupa Brodetto                              | Polenta (kasza kukurydziana) grillowana           | Makaron Orcchiete z sosem pomidorowym |
| 126 | Smak Werony                | Makaron z fasolą                  | Wątróbka po wenecku                        | Risotto z truflami                                | –                                     |
| 127 | U bratanków ze smakiem     | Zupa Korhely                      | Leczo                                      | Pörkölt z dziczyzny                               | –                                     |
| 128 | Smak Balatonu              | Zupa rybacka Halászle             | Paprykarz z fogasza                        | Gęsie wątróbki z grzybami                         | –                                     |
| 129 | Smak Peczu                 | Zupa fasolowa a'la Jokai          | Schab z Villany                            | „Zupa” - mus brzoskwiniowy                        | –                                     |
| 130 | Smak papryki               | Paprykarz drobiowy                | Paprykarz ziemniaczany                     | Paprykarz ze szczupaka                            | –                                     |
| 131 | Smak Badacsony             | Kurczak po badaczońsku            | Hajduk kaposzta                            | Bulion paprykowy                                  | Polędwica po budańsku                 |
| 132 | Rioja ze smakiem           | Ziemniaki po riojańsku            | Fasolka po riojańsku                       | Królik w czerwonym winie                          | Riohański posiłek (nie podano nazwy)  |
| 133 | Smak Segowii               | Kiszka z grzybami                 | Raciczki w winie                           | kotlety schabowe w winie                          | –                                     |
| 134 | Smak Kastylii              | Soczewica po kastylijsku          | Zupa czosnkowa                             | Jagnięcina i kiełbasy al horno (nie podano nazwy) | –                                     |
| 135 | Smak Ribera del Duero      | Przepiórki w winie                | Fabada                                     | Tortilla kapucyńska                               | Sztokfisz na ostro                    |
| 136 | Kolędowanie ze smakiem     | Pasztet z pistacjami              | Panierowane prawdziwki                     | Polędwica w sosie maderowym                       | –                                     |
| 137 | Alpejski smak              | Zupa z preclami                   | Farfelki z bekonem                         | Kluski z serem                                    | Jabłka w cieście                      |
| 138 | Salzburski smak            | Ragout z dziczyzny                | Knedel szpinakowy                          | Wędzony ozór z kapustą                            | –                                     |
| 139 | Koronowany smak            | Strudel z ziemniakami             | Strudel z pstrągiem                        | Krem czosnkowy                                    | –                                     |
| 140 | Letnich wspomnień smak     | Czarny bez w cieście              | Kalmary z ryżem                            | Poncz rumowy                                      | Mule z czosnkiem                      |
| 141 | Mozartowski smak           | Wieprzowina z chrzanem            | Wołowina po salzbursku                     | Suflet po salzbursku                              | –                                     |
| 142 | Smak Antypodów             | Omlet australijski                | Krem z dyni z tofu                         | Steki z krokodyla i curry z bakłażanem            | –                                     |
| 143 | Sydney ze smakiem          | Krewetki z chili i bazylią        | Sałata z Sydney                            | Karmazyn                                          | –                                     |
| 144 | Smak Adelajdy              | Farsz do pie                      | Zupa azjatycka z wieprzowiną               | Kurczak curry                                     | Sałata szopska                        |
| 145 | Smak południowej Australii | Placki jarzynowe z kozim serem    | Kotlety jagnięce                           | Steki wołowe                                      | Gruszki z kozim serem                 |
| 146 | Perth ze smakiem           | Makaron ryżowy w rosole chili     | Sashimi                                    | Miecznik w winie                                  | Karmelizowane przegrzebki             |
| 147 | Smak zachodniej Australii  | Zupa pomidorowa z ciecierzycą     | Ogony z langusty w sosie z białego wina    | Polędwiczki glazurowane                           | –                                     |
| 148 | Surfingowy smak            | Mango w syropie                   | Tosty z owocami                            | Curry z dyni i szparagów                          | Steki z kangura                       |
| 149 | Norweski smak              | Jajecznica z krewetkami           | Łosoś w zalewie                            | Filety ze śledzia w cieście piwnym                | Norweski garnek                       |

### Sezon 8: 2005/2006
| Lp. | Wędrówka                  | I danie                            | II danie                               | III danie                      | IV danie                       |
| --- | ------------------------- | ---------------------------------- | -------------------------------------- | ------------------------------ | ------------------------------ |
| 150 | U wikingow ze smakiem     | Ragout z jagnięciny                | Języczki z dorsza w cieście            | Placki z łososiem i kawiorem   | Pulpety rybne                  |
| 151 | Na Lofotach ze smakiem    | Duszony dorsz                      | Krem z dorsza                          | Zapiekany suszony dorsz        | Gravlax                        |
| 152 | Smak fiordów              | Gotowany łosoś z duszoną marchewką | Halibut smażony                        | Zupa rybna                     | Sałatka z krabem               |
| 153 | W Narviku ze smakiem      | Karmazyn na parze                  | Stek z czarniaka                       | Zupa rybna                     | –                              |
| 154 | Tajski smak               | Zielone curry z kurczaka           | Zupa z krewetek                        | Wieprzowina z miętą            | Ryż w kokosie z mango          |
| 155 | Syjamski smak             | Wieprzowina z bazylią              | Smażony ryż z wołowiną                 | Sałatka z papai                | Suflet z owocow morza          |
| 156 | Smak Bangkoku             | Makaron smażony po tajsku          | Sałatka z wołowiną                     | –                              | –                              |
| 157 | Tropikalny smak           | Smażony tuńczyk z zielonym mango   | Smażony ryż z ananasem                 | Kurczak w kokosie              | Placuszki z krewetek           |
| 158 | Smak Istrii               | Zupa manestra                      | Domowe wstążki z truflami              | Bistecca alla fiorentina       | –                              |
| 159 | Chorwacki smak            | Żurek po chorwacku                 | Pstrągi po młynarsku                   | Nioki po roztoczańsku          | Polenta z bekonem              |
| 160 | Smak Zagrzebia            | Risotto z grzybami                 | Kurczak w winie z oliwkami             | Strudel z figami               | –                              |
| 161 | Smak Zagorja              | Zupa habsburska                    | Klipić                                 | Karp po warażdinsku            | –                              |
| 162 | Smak Dolnej Austrii       | Knedle z morelami                  | Knedle wątrobiane                      | Dzik w sosie piernikowym       | –                              |
| 163 | Uroczysty smak            | Jagnięcina z bakłażanami           | Indyk faszerowany                      | Łosoś po senegalsku            | –                              |
| 164 | Rieslingowy smak          | Zupa winna                         | Polędwiczki w rieslingu                | Piersi z kaczki w dzikiej róży | –                              |
| 165 | Naddunajski smak          | Liptauer                           | Zupa z dyni                            | Zupa rybna                     | –                              |
| 166 | Smak Nałęczowa            | Filety z soli na parze             | Krem z brokułów                        | Zupa z marchwi                 | Pierożki z płatków selera      |
| 167 | Lubelski smak             | Befsztyk z żubra                   | Polewka piwna                          | Żółty ser domowej roboty       | –                              |
| 168 | Smak ziemi biłgorajskiej  | Piróg bułgorajski                  | Pierożki z gąskami                     | Kapusta z grochem              | Krążałki                       |
| 169 | Smak starego Wrocławia    | Rolmopsy                           | Sznycle cielęce w sosie sardelowym     | Zupa z soczewicy               | –                              |
| 170 | Berliński smak            | Kartoflanka                        | Knedel                                 | Klopsy z sosem                 | Węgorz z sałatką ziemniaczaną  |
| 171 | Smak nowego Berlina       | Wątróbka cielęca z jabłkami        | Berlińska zupa z maślanki              | Placki ziemniaczane z jabłkami | –                              |
| 172 | Dobry smak                | Jagnięcina w sosie porto           | Softgulash                             | Omlet pieczony                 | –                              |
| 173 | Smak Laponii              | Sieja w białym sosie               | Lapoński ser smażony                   | Renifer w piwie                | –                              |
| 174 | Fiński smak               | Naleśniki z maślanką               | Glög                                   | Stroganow z niedźwiedzia       | Zupa z łososia                 |
| 175 | Święty Mikołaj ze smakiem | Śledzie świąteczne                 | Piersi z pardwy polarnej               | Szynka w sosie maderowym       | –                              |
| 176 | Polarny smak              | Steki z renifera                   | Śledź po fińsku                        | Lapoński żart                  | –                              |
| 177 | Smak Balearów             | Menorkańska wodzianka              | Tuńczyk z cieciorką                    | Zupa z młodego bobu            | Ryba w zielonym sosie, Ali oli |
| 178 | Smak Majorki              | Zupa majorkańska                   | Frito                                  | Ryż po majorkańsku             | –                              |
| 179 | Smak Menorki              | Szparagi w sosie serowym           | Sałatka trampo, Ali oli, Chleb pamboli | Zupa z langusty                | –                              |

### Sezon 9: 2006/2007
| Lp. | Wędrówka                   | I danie                | II danie                      | III danie                    | IV danie                              |
| --- | -------------------------- | ---------------------- | ----------------------------- | ---------------------------- | ------------------------------------- |
| 180 | Smak Ibizy i Formentery    | Sofrit payes           | Ryż po marynarsku             | Sałatka wiejska              | –                                     |
| 181 | Słoweński smak             | Szparagi z szynką      | Jota                          | Sztrukle twarogowe           | –                                     |
| 182 | Smak Istrii Słoweńskiej    | Kalmary ze szpinakiem  | Tagliatelle po słoweńsku      | Marynowane sardynki          | –                                     |
| 183 | Szmaragdowy smak           | Kobaridzkie knedle     | Kasza gryczana z prawdziwkami | Polenta z sosem pomidorowaym | Sałatka z chmielu                     |
| 184 | Promenadowy smak           | Makaron na drucie      | Czarne risotto                | Risotto z czereśniami        | Sałatka z ośmiornicy z truskawkami    |
| 185 | Smak szałwii               | Wyspiarskie ślimaki    |                               |                              |                                       |
| 186 | Smak Zadaru                |                        |                               |                              |                                       |
| 187 | Bułgarski smak             |                        |                               |                              |                                       |
| 188 | Smak Bułgarskiej Macedonii |                        |                               |                              |                                       |
| 189 | Tracki smak                |                        |                               |                              |                                       |
| 190 | Czarnomorski smak          |                        |                               |                              |                                       |
| 191 | Smak dawnego Wiednia       |                        |                               |                              |                                       |
| 192 | Smak winnych gęsi          |                        |                               |                              |                                       |
| 193 | Złoty smak                 |                        |                               |                              |                                       |
| 194 | Kasztelański smak          |                        |                               |                              |                                       |
| 195 | Kaczawski smak             |                        |                               |                              |                                       |
| 196 | Uzdrowiskowy smak          |                        |                               |                              |                                       |
| 197 | Smak Kotliny Kłodzkiej     |                        |                               |                              |                                       |
| 198 | Wielicki smak              |                        |                               |                              |                                       |
| 199 | Smak Nowej Huty            |                        |                               |                              |                                       |
| 200 | Rajski smak                |                        |                               |                              |                                       |
| 201 | Dubrownicki smak           |                        |                               |                              |                                       |
| 202 | Korczulański smak          |                        |                               |                              |                                       |
| 203 | Smak delty Neretwy         | Brudet z żab i węgorzy | Risotto z zabimi udkami       | Paszticada                   | Fritaja                               |
| 204 | Smak Konawle               |                        |                               |                              |                                       |
| 205 | Smak Zillertal             | Tyrolska ziemniaczanka | Knedle ze szpinakiem          | Knedle z truskawkami         | –                                     |
| 206 | Innsbrucki smak            | G'röstl                | Zupa z niedźwiedziego czosnku | Knedle tyrolskie             | Knedle z twarogu i kompot z rabarbaru |
| 207 | Tyrolski świat             | Tyrolska sałatka       | Knedle serowe                 | Zupa piwna                   | –                                     |

### Sezon 10: 2007/2008
| Lp. | Wędrówka                   | Data premiery        | I danie                | II danie                              | III danie                | IV danie                    |
| --- | -------------------------- | -------------------- | ---------------------- | ------------------------------------- | ------------------------ | --------------------------- |
| 208 | Alpejski piknik ze smakiem | 9 września 2007      | Pstrąg ze szparagami   | Ragout z kozicy                       | Kluski św. Szczepana     | –                           |
| 209 | Smak Kufstein              | 16 września 2007     |                        |                                       |                          |                             |
| 210 | Bolesławiecki smak         | 23 września 2007     |                        |                                       |                          |                             |
| 211 | Nostalgiczny smak          | 30 września 2007     | Pieczeń na dziko       | Bliny z maczanicą                     | Chorwacki kocioł         | -                           |
| 212 | Dolnośląski smak           | 14 października 2007 |                        |                                       |                          |                             |
| 213 | Łotewski smak              | 21 października 2007 | Ryba w mleku           | Wędzona flądra na ciepło              | Dorsz w sosie chrzanowym | -                           |
| 214 | Kurlandzki smak            | 28 października 2007 |                        |                                       |                          |                             |
| 215 | Ryski smak                 | 4 listopada 2007     | Dorsz w cieście piwnym | Placki ziemniaczane z sosem grzybowym | Solianka grzybowa        | -                           |
| 216 | Przemyski smak             | 11 listopada 2007    |                        |                                       |                          |                             |
| 217 | Jasielski smak             | 25 listopada 2007    |                        |                                       |                          |                             |
| 218 | Łemkowski smak             | 2 grudnia 2007       |                        |                                       |                          |                             |
| 219 | Toskański smak             | 9 grudnia 2007       |                        |                                       |                          |                             |
| 220 | Smak Chianti               | 30 grudnia 2007      |                        |                                       |                          |                             |
| 221 | Smak toskańskiej prowincji | 6 stycznia 2008      | Bruschetta             | Bistecca i żeberka                    | Tort z cukinii           | Toskańskie gołąbki z mięsem |
| 222 | Alabastrowy smak           | 27 stycznia 2008     |                        |                                       |                          |                             |

## Lista odcinków -Makłowicz w podróży

### Sezon 1: 2008
| Lp. | Odwiedzony region                                 | Tytuł odcinka              | Data premiery    | I danie                                                                        | II danie                                              | III danie                                                                     |
| --- | ------------------------------------------------- | -------------------------- | ---------------- | ------------------------------------------------------------------------------ | ----------------------------------------------------- | ----------------------------------------------------------------------------- |
| 1   | Podróż 1.: Trentino – Alto Adige (Włochy – Tyrol) | Skarby Południowego Tyrolu | 9 marca 2008     | Knedle serowe na smażonych buraczkach                                          | Papardelle z ragout z dziczyzny                       | –                                                                             |
| 2   | Podróż 1.: Trentino – Alto Adige (Włochy – Tyrol) | Alpejska Górna Adyga       | 16 marca 2008    | Knedle szpinakowe z orzechami i paseczkami dyni                                | Risotto z dynią                                       | Zupa z sarny z jedliną                                                        |
| 3   | Podróż 1.: Trentino – Alto Adige (Włochy – Tyrol) | Alpejska Kraina Ladynów    | 23 marca 2008    | Orzotto con speck e formaggio nostrano - risotto z pęczaku ze szpekiem i serem | Tagliolini z ziemniakami i szpekiem                   | –                                                                             |
| 4   | Podróż 1.: Trentino – Alto Adige (Włochy – Tyrol) | Trydent                    | 30 marca 2008    | Risotto ze szparagami na Spumante                                              | Filet z zająca z jabłkami i grappą                    | –                                                                             |
| 5   | Podróż 1.: Trentino – Alto Adige (Włochy – Tyrol) | Górska Garda               | 6 kwietnia 2008  | Papardelle z grzybami i wątróbką                                               | Carne salada z gotowaną fasolą                        | Trotta alla griglia con broccoli di Santa Massenza Pstrąg z białymi brokułami |
| 6   | Podróż 2.: Ekwador                                | Quito                      | 13 kwietnia 2008 | Ekwadorska zupa wielkanocna                                                    | –                                                     | –                                                                             |
| 7   | Podróż 2.: Ekwador                                | El Dorado                  | 20 kwietnia 2008 | Zupa z kaszą                                                                   | Smażone zielone banany                                | Ekwadorskie śniadanie                                                         |
| 8   | Podróż 2.: Ekwador                                | Nad Pacyfikiem             | 27 kwietnia 2008 | Sopa de pescado - zupa rybna                                                   | Ceviche de pescado - ceviche z ryby                   | –                                                                             |
| 9   | Podróż 2.: Ekwador                                | Kraj pełen skarbów         | 4 maja 2008      | Langostinos a la plancha con salsa de aji - langustynki z rusztu z sosem aji   | Casuela de pescado - rybna casuela                    | –                                                                             |
| 10  | Podróż 2.: Ekwador                                | Ekwador po polsku          | 11 maja 2008     |                                                                                |                                                       |                                                                               |
| 11  | Podróż 2.: Ekwador                                | Pod wulkanem               | 18 maja 2008     | Lorco de papa - ekwadorska zupa ziemniaczana                                   | Ceviche de palmitos - marynowane serca palm           | –                                                                             |
| 12  | Podróż 3.: Niemcy – Dolna Saksonia                | Lüneburg                   | 25 maja 2008     | Hamburski Labskaus                                                             | Spargel holsteiner meer - Szparagi po holsztyńsku     | –                                                                             |
| 13  | Podróż 3.: Niemcy – Dolna Saksonia                | Kartofel z Zachodu         | 1 czerwca 2008   | Bauernfrühstück - chłopskie śniadanie                                          | Süss-saure kartoffeln - ziemniaki słodko – kwaśne     | –                                                                             |
| 14  | Podróż 3.: Niemcy – Dolna Saksonia                | Na saksy                   | 8 czerwca 2008   | Finkenwerder scholle - flądra z Finkenwerder                                   | Frühlingsalat mit Lamm - sałata wiosenna z jagnięciną | –                                                                             |

### Sezon 2: 2008
| Lp. | Odwiedzony region                           | Tytuł odcinka          | Data premiery        | I danie | II danie                                                                     | III danie                                   |
| --- | ------------------------------------------- | ---------------------- | -------------------- | --- | ---------------------------------------------------------------------------- | ------------------------------------------- |
| 15  | Podróż 4.: Mołdawia                         | W drodze               | 5 października 2008  | Mamałyga w śmietanie                                                                                              |                                                                              |                                             |
| 16  | Podróż 4.: Mołdawia                         | Mołdawia winem płynąca | 12 października 2008 | Jumeri - ragout wieprzowe z mamałygą                                                                              | Sarmale                                                                      | Ziemniaki nadziewane bryndzą                |
| 17  | Podróż 4.: Mołdawia                         | Człowiek i natura      | 19 października 2008 | Półmisek jarzyn i grillowana cukinia z bryndzą                                                                    | Kotlety cielęce w sosie z wina merlot, z jarskimi kotlecikami z mamałygi     |                                             |
| 18  | Podróż 4.: Mołdawia                         | Multi kulti            | 26 października 2008 | Szaszłyki z grilla                                                                                                |                                                                              |                                             |
| 19  | Podróż 5.: Środkowa Dalmacja (Chorwacja)    | Słodka Cetina          | 2 listopada 2008     | Kalmary nadziewane ziemniakami i boczkiem                                                                         | Panierowane żabie udka z majonezem czosnkowym                                |                                             |
| 20  | Podróż 5.: Środkowa Dalmacja (Chorwacja)    | Hvar                   | 9 listopada 2008     | Ośmiornica z jajami                                                                                               | Smokvy s prśutom - figi z szynką                                             | Pulpety z ośmiornicy z sałatką ziemniaczaną |
| 21  | Podróż 5.: Środkowa Dalmacja (Chorwacja)    | Split                  | 16 listopada 2008    | Penne na mornarski - rurki po marynarsku                                                                          | Sałatka ziemniaczana i carpaccio z tuńczyka                                  |                                             |
| 22  | Podróż 6.: Friuli-Wenecja Julijska (Włochy) | Triest                 | 23 listopada 2008    | Jota - włoski kapuśniak                                                                                           | Spaghetti con vongole - spaghetti z małżami sercówkami                       |                                             |
| 23  | Podróż 6.: Friuli-Wenecja Julijska (Włochy) | Via Julia Augusta      | 30 listopada 2008    | Gnocchi di Sauris con kummel e speck - kluseczki gnocchi z Sauris z kminkiem i szpekiem                           | Blecs con radicchio e prosciutto - makaron gryczany z prosciutto i radicchio |                                             |
| 24  | Podróż 6.: Friuli-Wenecja Julijska (Włochy) | Od podszewki           | 7 grudnia 2008       | Salsiccie con polenta e ricotta affumicata - kiełbaski z polentą na łóżeczku z kiszonej kapusty i wędzoną ricottą | Frico di montanio - placek ziemniaczany z serem                              |                                             |

### Sezon 3: 2008
| Lp. | Odwiedzony region     | Tytuł odcinka     | Data premiery    | I danie                                             | II danie                                    | III danie        | IV danie                                   |
| --- | --------------------- | ----------------- | ---------------- | --------------------------------------------------- | ------------------------------------------- | ---------------- | ------------------------------------------ |
| 25  | Podróż 7.: Izrael     | Morze Czerwone    | 15 marca 2009    | Sałatka z avocado i jogurtem                        | Hreimeh - ryba po marokańsku                |                  |                                            |
| 26  | Podróż 7.: Izrael     | Morze Martwe      | 29 marca 2009    | Skrzydełka z tahini po libańsku                     | Tabbouleh - sałatka z kaszki bulgur         | Sałatka Fatusz   | Kebab na pałeczkach cynamonowych z sałatką |
| 27  | Podróż 7.: Izrael     | Jerozolima        | 5 kwietnia 2009  | Hummus                                              | Figi nadziewane w sosie tamaryndowym        |                  |                                            |
| 28  | Podróż 7.: Izrael     | Śladami Bilblii   | 12 kwietnia 2009 | Piotrosz w białym winie                             | Arabski pilaw z Galilei                     |                  |                                            |
| 29  | Podróż 7.: Izrael     | Magia Lewantu     | 19 kwietnia 2009 | Szakszuka                                           | Falafel                                     |                  |                                            |
| 30  | Podróż 7.: Izrael     | Tel Awiw          | 26 kwietnia 2009 | Ryba w sosie pomarańczowym                          | Smażona wątróbka z cebulką                  |                  |                                            |
| 31  | Podróż 8.: Portugalia | Morze i Tag       | 10 maja 2009     | Pasteis de Bacalhau                                 |                                             |                  |                                            |
| 32  | Podróż 8.: Portugalia | Tramwajem nr 28   | 17 maja 2009     | Krewetki w piwie                                    | Acorda z krewetkami                         |                  |                                            |
| 33  | Podróż 8.: Portugalia | W stronę Alentejo | 24 maja 2009     | Kotleciki wieprzowe                                 | Caldeirada                                  |                  |                                            |
| 34  | Podróż 8.: Portugalia | Za Tagiem         | 31 maja 2009     | Migas de gatas de bacalhau                          | Supremum z dorsza z ziemniakami w oliwie    |                  |                                            |
| 35  | Podróż 8.: Portugalia | Porto             | 7 czerwca 2009   | Stek z zielonym pieprzem i porto                    | Sardinhas em escabeche - sardynki w zalewie |                  |                                            |
| 36  | Podróż 8.: Portugalia | Dolina Duoro      | 14 czerwca 2009  | Chourizo z papryką i porto oraz młodymi ziemniakami | Pasta z tuńczyka                            | Pasta sardynkowa |                                            |
| 37  | Podróż 8.: Portugalia | Zielone Minho     | 21 czerwca 2009  | Kurczak z groszkiem                                 | Zupa verde                                  |                  |                                            |

### Sezon 4: 2009
| Lp. | Odwiedzony region     | Tytuł odcinka     | Data premiery        | I danie | II danie                                                       | III danie |
| --- | --------------------- | ----------------- | -------------------- | --- | -------------------------------------------------------------- | --------- |
| 38  | Podróż 9.: Islandia   | Rejkiawik         | 6 września 2009      | Plokkfiskur |                                                                |           |
| 39  | Podróż 9.: Islandia   | Wyspa gejzerów    | 13 września 2009     | Jagnięcina w curry | Łupacz w sosie musztardowym                                    |           |
| 40  | Podróż 9.: Islandia   | ... i Polacy      | 20 września 2009     | Mule w piwie z curry |                                                                |           |
| 41  | Podróż 10.: Szkocja   | Edynburg          | 27 września 2009     | Ham and haddie | Steak with claret and anchovis - z czerwonym winem i sardelami |           |
| 42  | Podróż 10.: Szkocja   | Highlands         | 4 października 2009  | Trout in oatmeal with mustard whisky sauce - filet z pstrąga w panierce z owsianki w sosie śmietanowo-musztardowym z whisky |                                                                |           |
| 43  | Podróż 10.: Szkocja   | Hebrydy i okolice | 11 października 2009 | Kotlety baranie z ziemniakami i rzepą i kremowym sosem z whisky                                                             |                                                                |           |
| 44  | Podróż 11.: Chorwacja | Osijek            | 18 października 2009 | Paprykarz baciarski |                                                                |           |
| 45  | Podróż 11.: Chorwacja | Baranja           | 25 października 2009 | Fis paprikas - paprykarz rybny                                                                                              | Sarma - gołąbki w liściach kiszonej kapusty                    |           |
| 46  | Podróż 11.: Chorwacja | Nad Dunajem       | 8 listopada 2009     | Filety z sandacza w sosie z traminerem                                                                                      |                                                                |           |
| 47  | Podróż 12.: Armenia   | Erywań            | 15 listopada 2009    | Bozbasz - zupa z jagnięciną i owocami                                                                                       |                                                                |           |
| 48  | Podróż 12.: Armenia   | Wokół Erywania    | 22 listopada 2009    | Pasta z czerwonej fasoli i orzechów                                                                                         |                                                                |           |
| 49  | Podróż 12.: Armenia   | Północ            | 29 listopada 2009    | Siga na grillu | Lobov dżasz                                                    |           |
| 50  | Podróż 12.: Armenia   | Południe          | 6 grudnia 2009       | Zupa hasz | Zupa z jagnięciną i suszonymi morelami                         |           |

### Sezon 5: 2010
| Lp. | Odwiedzony region    | Tytuł odcinka          | Data premiery    | I danie                                                  | II danie                                           | III danie |
| --- | -------------------- | ---------------------- | ---------------- | -------------------------------------------------------- | -------------------------------------------------- | --------- |
| 51  | Podróż 13.: Austria  | Narty u Amadeusza      | 7 marca 2010     | Gebackene Käsknödel – smażone knedle serowe              | Kaiserjägdproviant – weka faszerowana pastą serową |           |
| 52  | Podróż 13.: Austria  | Dolina Gastein         | 14 marca 2010    | Cesarskie sznycle                                        |                                                    |           |
| 53  | Podróż 13.: Austria  | Schladming - Dachstein | 21 marca 2010    | Käse Spätzle - serowe szpecle                            |                                                    |           |
| 54  | Podróż 14.: Irlandia | Dublin                 | 28 marca 2010    | Stek po gaelicku                                         |                                                    |           |
| 55  | Podróż 14.: Irlandia | Wokół Dublina          | 4 kwietnia 2010  | Kiełbaski w sosie piwnym i colcannon                     |                                                    |           |
| 56  | Podróż 14.: Irlandia | Galway                 | 25 kwietnia 2010 | Kotleciki rybne - fish akces                             |                                                    |           |
| 57  | Podróż 14.: Irlandia | Cork                   | 2 maja 2010      | Ryba w sosie cydrowym                                    |                                                    |           |
| 58  | Podróż 15.: Tunezja  | Wiekowy Sahel          | 9 maja 2010      | Jajka z pikantną kiełbasą                                | Jagnięcina z daktylami                             |           |
| 59  | Podróż 15.: Tunezja  | Tunis                  | 16 maja 2010     | Krewetki w sosie pomidorowym                             |                                                    |           |
| 60  | Podróż 15.: Tunezja  | Północ                 | 23 maja 2010     | Krewetki zapiekane w amforze gargoulette                 |                                                    |           |
| 61  | Podróż 16.: Estonia  | Wschód                 | 30 maja 2010     | Gotowany szczupak w maśle                                |                                                    |           |
| 62  | Podróż 16.: Estonia  | Tallinn                | 6 czerwca 2010   | Ziemniaki z solonymi szprotkami                          |                                                    |           |
| 63  | Podróż 16.: Estonia  | Inflanty               | 13 czerwca 2010  | Pstrąg tęczowy w sosie z białego wina i selera naciowego |                                                    |           |

### Sezon 6: 2010
| Lp. | Odwiedzony region     | Tytuł odcinka            | Data premiery        | I danie                                       | II danie                                   | III danie |
| --- | --------------------- | ------------------------ | -------------------- | --------------------------------------------- | ------------------------------------------ | --------- |
| 64  | Podróż 17.: Walia     | Celtowie, węgiel i morze | 12 września 2010     | Halibut w sosie z cider'a                     |                                            |           |
| 65  | Podróż 17.: Walia     | Przez góry               | 19 września 2010     | Kotlety jagnięce w sosie miętowym             | Welsh Rarebit, czyli walijski rzadki kąsek |           |
| 66  | Podróż 17.: Walia     | Nie tylko zamki          | 26 września 2010     | Dorsz w sosie włoskim                         | Kraby w sosie z mleczka kokosowego i curry |           |
| 67  | Podróż 18.: Słowacja  | Za miedzą                | 3 października 2010  | Demikat – zupa z bryndzą                      |                                            |           |
| 68  | Podróż 18.: Słowacja  | Na wschód                | 10 października 2010 | Strapaczka, czyli kluski ze słoniną i bryndzą | Kotlety wieprzowe w leczo                  |           |
| 69  | Podróż 18.: Słowacja  | Kraina wina              | 17 października 2010 | Gulasz winiarzy                               |                                            |           |
| 70  | Podróż 19.: Macedonia | Droga przez Bałkany      | 24 października 2010 | Smażona papryka w sosie pomidorowym           |                                            |           |
| 71  | Podróż 19.: Macedonia | W stolicy                | 31 października 2010 | SZKETO - potrawka z jagnięciny                |                                            |           |
| 72  | Podróż 19.: Macedonia | Stare wino               | 7 listopada 2010     | Polneta piperka - papryka faszerowana         | Tavcze - gravcze                           |           |
| 73  | Podróż 19.: Macedonia | Jezioro Ochrydzkie       | 14 listopada 2010    | Pstrąg z pomidorami i papryką w białym winie  |                                            |           |
| 74  | Podróż 20.: Indie     | Delhi wielu kultur       | 28 listopada 2010    | Curry jarzynowe                               |                                            |           |
| 75  | Podróż 20.: Indie     | Ulice Delhi              | 12 grudnia 2010      | Soczewica duszona w przyprawach               |                                            |           |
| 76  | Podróż 20.: Indie     | Z przyjaciółmi           | 19 grudnia 2010      | Kurczak po Keralsku                           |                                            |           |

### Sezon 7: 2011
| Lp. | Odwiedzony region                        | Tytuł odcinka                     | Data premiery    | I danie                                                                  | II danie | III danie |
| --- | ---------------------------------------- | --------------------------------- | ---------------- | ------------------------------------------------------------------------ | -------- | --------- |
| 77  | Podróż 21.: Austria – Szwajcaria         | Silvretta                         | 20 marca 2011    | Knedle ze szpekiem i kiszoną kapustą                                     |          |           |
| 78  | Podróż 21.: Austria – Szwajcaria         | Dolina Paznaun                    | 27 marca 2011    | Almkäsesuppe - zupa serowa                                               |          |           |
| 79  | Podróż 20.: Indie                        | Pociąg do jogi                    | 3 kwietnia 2011  | Zupa curry                                                               |          |           |
| 80  | Podróż 20.: Indie                        | Trivandrum                        | 10 kwietnia 2011 | Wegetariańskie curry z okrą                                              |          |           |
| 81  | Podróż 20.: Indie                        | Skarby Kerali                     | 17 kwietnia 2011 | Curry z tuńczyka w mleczku kokosowym                                     |          |           |
| 82  | Podróż 20.: Indie                        | Rozlewiska Kerali                 | 3 maja 2011      | Keralskie rybne curry                                                    |          |           |
| 83  | Podróż 22.: Irlandia Północna            | Belfast                           | 8 maja 2011      | Kotlety wieprzowe z jabłkami w sosie z cydru i musztardy gruboziarnistej |          |           |
| 84  | Podróż 22.: Irlandia Północna            | Kierunek Atlantyk                 | 15 maja 2011     | Zupa porowa z owsianką i kiełbaskami wieprzowymi                         |          |           |
| 85  | Podróż 22.: Irlandia Północna            | Tropem legend                     | 22 maja 2011     | Zupa krem z kaszy jęczmiennej doprawiana śmietaną i irlandzką whiskey    |          |           |
| 86  | Podróż 23.: Niemcy – Belgia – Luksemburg | Niemcy Karola Wielkiego           | 29 maja 2011     | Cielęcina w białym winie z pieczarkami                                   |          |           |
| 87  | Podróż 23.: Niemcy – Belgia – Luksemburg | Belgijskie Ardeny                 | 5 czerwca 2011   | Kotlety wieprzowe w piwie z jabłkiem                                     |          |           |
| 88  | Podróż 23.: Niemcy – Belgia – Luksemburg | Luksemburg. Małe Wielkie Księstwo | 12 czerwca 2011  | Sandacz w Rieslingu z groszkiem cukrowym w pomidorach i śmietanie        |          |           |

### Sezon 8: 2011
| Lp. | Odwiedzony region                        | Tytuł odcinka                | Data premiery        | I danie                                                                                        | II danie                                       | III danie |
| --- | ---------------------------------------- | ---------------------------- | -------------------- | ---------------------------------------------------------------------------------------------- | ---------------------------------------------- | --------- |
| 89  | Podróż 23.: Niemcy – Belgia – Luksemburg | Luksemburg. Miasto Stołeczne | 4 września 2011      | Steak Americaine - tatar z polędwicy wołowej                                                   |                                                |           |
| 90  | Podróż 24.: Niemcy – Badenia             | Badeńska prowincja           | 11 września 2011     | Badische Schupfnudeln - kluseczki ziemniaczane z sosem ze szparagów                            |                                                |           |
| 91  | Podróż 24.: Niemcy – Badenia             | Fryburg Bryzgowijski         | 18 września 2011     | Ziemniaki ze szpekiem i kurkami w białym winie                                                 |                                                |           |
| 92  | Podróż 24.: Niemcy – Badenia             | Żyzna Badenia                | 25 września 2011     | Kartoffelsuppe mit Krachele - zupa ziemniaczana z grzankami z pasztetówką                      |                                                |           |
| 93  | Podróż 25.: Holandia                     | Co ma polder do wiatraka     | 2 października 2011  | Sałatka z piersią kurczaka a la plancha, ze smażonymi batatami i kiełkami, w sosie vinaigrette |                                                |           |
| 94  | Podróż 25.: Holandia                     | Z Zelandii do Bredy          | 9 października 2011  | Mule w piwie z warzywami po holendersku                                                        |                                                |           |
| 95  | Podróż 25.: Holandia                     | W dawnym stylu               | 16 października 2011 | Jawajskie curry rybne z dorszem i krewetkami                                                   |                                                |           |
| 96  | Podróż 25.: Holandia                     | Haga                         | 23 października 2011 | Barwena w sosie marokańskim z krewetkami                                                       |                                                |           |
| 97  | Podróż 26.: Włochy – Piemont             | Stolica Piemontu             | 30 października 2011 | Salsa piemontese di nociole - piemoncki sos z orzechów laskowych                               |                                                |           |
| 98  | Podróż 26.: Włochy – Piemont             | Blaski Turynu                | 6 listopada 2011     | Papardelle z grzybami w sosie barbaresco                                                       |                                                |           |
| 99  | Podróż 26.: Włochy – Piemont             | Asti                         | 13 listopada 2011    | Bagna caoda - gorący sos z oliwy i sardeli                                                     | Vitello Tonnato - cielęcina w sosie z tuńczyka |           |
| 100 | Podróż 26.: Włochy – Piemont             | Alba                         | 20 listopada 2011    | Risotto al barolo con tartuffi - risotto z winem barolo i truflami                             |                                                |           |

### Sezon 9: 2012
| Lp. | Odwiedzony region                 | Tytuł odcinka        | Data premiery    | I danie                                                                                             | II danie | III danie |
| --- | --------------------------------- | -------------------- | ---------------- | --------------------------------------------------------------------------------------------------- | -------- | --------- |
| 101 | Podróż 27.: Madera (Portugalia)   | Wyspa - ogród        | 4 marca 2012     | Peixe espada de vinhalhos - pałasz octowo- czosnkowy                                                |          |           |
| 102 | Podróż 27.: Madera (Portugalia)   | Goście archipelagu   | 18 marca 2012    | Picado                                                                                              |          |           |
| 103 | Podróż 27.: Madera (Portugalia)   | Funchal              | 25 marca 2012    | Caldeira rybna                                                                                      |          |           |
| 104 | Podróż 28.: Tunezja Południowa    | Dżerba               | 1 kwietnia 2012  | Oummok houria - pikantana przystawka z marchwi                                                      |          |           |
| 105 | Podróż 28.: Tunezja Południowa    | U Berberów           | 15 kwietnia 2012 | Kurczak po berberyjsku                                                                              |          |           |
| 106 | Podróż 28.: Tunezja Południowa    | U wrót Sahary        | 22 kwietnia 2012 | Dattes farcies - nadziewane daktyle                                                                 |          |           |
| 107 | Podróż 29.: Lanzarote (Hiszpania) | Wyspa wulkanów       | 29 kwietnia 2012 | Papas arrugadas con mojo rojo - ziemniaczki w łupinach gotowane w soli z czerwonym sosem paprykowym |          |           |
| 108 | Podróż 29.: Lanzarote (Hiszpania) | Do zjedzenia         | 6 maja 2012      | Caldo de pescado - zupa rybna                                                                       |          |           |
| 109 | Podróż 29.: Lanzarote (Hiszpania) | Kanaryjski raj       | 13 maja 2012     | Rodejas de atun con mojo verde - tuńczyk z rusztu z zielonym sosem                                  |          |           |
| 110 | Podróż 30.: Londyn (Anglia)       | Brytyjska chwała     | 20 maja 2012     | Kedgerre                                                                                            |          |           |
| 111 | Podróż 30.: Londyn (Anglia)       | Podróż sentymentalna | 27 maja 2012     | Lamb vindaloo - jagnięcina w sosie octowo-czosnkowym                                                |          |           |

### Sezon 10: 2012
| Lp. | Odwiedzony region           | Tytuł odcinka        | Data premiery        | I danie                                                         | II danie                  | III danie |
| --- | --------------------------- | -------------------- | -------------------- | --------------------------------------------------------------- | ------------------------- | --------- |
| 112 | Podróż 30.: Londyn (Anglia) | Tygiel kulinarny     | 9 września 2012      | Krewetki po hongkońsku                                          |                           |           |
| 113 | Podróż 30.: Londyn (Anglia) | Wypad za miasto      | 16 września 2012     | Kotleciki jagnięce z sosem miętowym i purée z zielonego groszku |                           |           |
| 114 | Podróż 31.: Szwecja         | Skania               | 23 września 2012     | Tatar ze śledzia - matjasa                                      |                           |           |
| 115 | Podróż 31.: Szwecja         | Ekolandia            | 30 września 2012     | Sałatka szwedzka                                                |                           |           |
| 116 | Podróż 31.: Szwecja         | Göteborg             | 7 października 2012  | Gravlax z sosem musztardowym - łosoś z sosem musztardowym       |                           |           |
| 117 | Podróż 31.: Szwecja         | Värmland             | 14 października 2012 | Kolbulle - placki z mąki ze skwarkami                           | Smażone filety z sandacza |           |
| 118 | Podróż 32.: Rumunia         | Przez Karpaty        | 21 października 2012 | Invârtita de la Ciuta - ziemniaczane naleśniki                  |                           |           |
| 119 | Podróż 32.: Rumunia         | Sybin                | 28 października 2012 | Caşcaval pane - ser panierowany z sosem pikantnym               |                           |           |
| 120 | Podróż 32.: Rumunia         | U Szeklerów          | 4 listopada 2012     | Szekely kaposzta - kapusta po szeklersku                        |                           |           |
| 121 | Podróż 32.: Rumunia         | Wokół Braszowa       | 18 listopada 2012    | Naleśniki panierowane po braszowsku                             |                           |           |
| 122 | Podróż 32.: Rumunia         | Bajkowa Transylwania | 9 grudnia 2012       | Tocana                                                          |                           |           |

### Sezon 11: 2013
| Lp. | Odwiedzony region               | Tytuł odcinka      | Data premiery    | I danie                                             | II danie                                             | III danie |
| --- | ------------------------------- | ------------------ | ---------------- | --------------------------------------------------- | ---------------------------------------------------- | --------- |
| 123 | Podróż 33.: Zanzibar            | Turystyczny raj    | 3 marca 2013     | Swahili seafood masala                              |                                                      |           |
| 124 | Podróż 33.: Zanzibar            | Stone Town         | 10 marca 2013    | Tuńczyk w sosie curry                               |                                                      |           |
| 125 | Podróż 33.: Zanzibar            | Wyspa przypraw     | 7 kwietnia 2013  | Ceviche                                             | Fish in coconut curry - ryba w kokosowym sosie curry |           |
| 126 | Podróż 33.: Zanzibar            | Wodny świat        | 14 kwietnia 2013 | Ośmiornica w stylu swahili                          |                                                      |           |
| 127 | Podróż 33.: Zanzibar            | Wielokulturowy     | 21 kwietnia 2013 | Tropikalne fish&chips w stylu zanzibarskim          |                                                      |           |
| 128 | Podróż 34.: Chorwacja (Kvarner) | Wyspiarski Kvarner | 28 kwietnia 2013 | Kotleciki jagnięce w sosie szałwiowym               |                                                      |           |
| 129 | Podróż 34.: Chorwacja (Kvarner) | Rab                | 5 maja 2013      | Fritaja od hobotnice - fritata z suszoną ośmiornicą |                                                      |           |
| 130 | Podróż 34.: Chorwacja (Kvarner) | Rijeka             | 12 maja 2013     | Srdele na saor - sardynki marynowane                |                                                      |           |
| 131 | Podróż 35.: Tunezja Południowa  | Monastyr           | 19 maja 2013     | Zitounia - jagnięcina w sosie z oliwkami            |                                                      |           |
| 132 | Podróż 35.: Tunezja Południowa  | Mahdia             | 26 maja 2013     | Chorba aux poissons - szorba rybna                  |                                                      |           |
| 133 | Podróż 35.: Tunezja Południowa  | Kerkennah i Sfax   | 30 maja 2013     | Bissara - danie z młodym bobem                      |                                                      |           |

### Sezon 12: 2013
| Lp. | Odwiedzony region            | Tytuł odcinka              | Data premiery        | I danie                                                              | II danie                             | III danie |
| --- | ---------------------------- | -------------------------- | -------------------- | -------------------------------------------------------------------- | ------------------------------------ | --------- |
| 134 | Podróż 36.: Korfu (Grecja)   | Wyspa homerycka            | 8 września 2013      | Kolokito keftedes - sznycelki z cukinii                              |                                      |           |
| 135 | Podróż 36.: Korfu (Grecja)   | Wyspa bukoliczna           | 15 września 2013     | Sofrito - wołowina w sosie czosnkowym                                |                                      |           |
| 136 | Podróż 36.: Korfu (Grecja)   | Kerkyra                    | 22 września 2013     | Bourdetto                                                            |                                      |           |
| 137 | Podróż 37.: Norwegia         | Jej Fiordowska Mość        | 29 września 2013     | Mięso renifera w sosie demi-glace                                    |                                      |           |
| 138 | Podróż 37.: Norwegia         | Rybobranie                 | 6 października 2013  | Łosoś wg przepisu Kaisera w czerwonym winie                          | Langustynki z czosnkiem niedźwiedzim |           |
| 139 | Podróż 37.: Norwegia         | Na wsi                     | 13 października 2013 | Baranie żebarka wędzone i suszone z ziemniakami i purée z brukwi     |                                      |           |
| 140 | Podróż 37.: Norwegia         | Bergen                     | 20 października 2013 | Zupa rybna                                                           |                                      |           |
| 141 | Podróż 38.: Niemcy – Bawaria | Bawarski szlak             | 27 października 2013 | Kluseczki ziemniaczane - ritterzipfel                                |                                      |           |
| 142 | Podróż 38.: Niemcy – Bawaria | Ratyzbona                  | 3 listopada 2013     | Zupa ziemniaczana                                                    |                                      |           |
| 143 | Podróż 38.: Niemcy – Bawaria | Bawarski ziemniak i chmiel | 10 listopada 2013    | Leberkäse ze smażonymi ziemniakami i białą kapustą w zalewie octowej |                                      |           |
| 144 | Podróż 38.: Niemcy – Bawaria | Oktoberfest                | 17 listopada 2013    | Bawarska zupa piwna z grzankami na maśle                             |                                      |           |

### Sezon 13: 2014
| Lp. | Odwiedzony region                         | Tytuł odcinka             | Data premiery    | I danie                                                          | II danie                                                     | III danie |
| --- | ----------------------------------------- | ------------------------- | ---------------- | ---------------------------------------------------------------- | ------------------------------------------------------------ | --------- |
| 145 | Podróż 39.: Hiszpania – Wyspy Kanaryjskie | Fuerteventura - Południe  | 2 marca 2014     | Mojo de cilantro z gotowanymi sercówkami i filetem ze strzępiela |                                                              |           |
| 146 | Podróż 39.: Hiszpania – Wyspy Kanaryjskie | Fuerteventura - Północ    | 9 marca 2014     | Gambas al ajillo Krewetki w czosnku                              | Pimentos de padrón Papryczki smażone na oliwie z solą morską |           |
| 147 | Podróż 39.: Hiszpania – Wyspy Kanaryjskie | Teneryfa - W cieniu Teide | 16 marca 2014    | Caldo de papas zupa ziemniaczana z jajkiem                       |                                                              |           |
| 148 | Podróż 39.: Hiszpania – Wyspy Kanaryjskie | Teneryfa - Wyspa bogata   | 23 marca 2014    | Pulpo con mojo de aguacate Ośmiornica w sosie z awokado          |                                                              |           |
| 149 | Podróż 40.: Malta                         | Waleczna Valletta         | 30 marca 2014    | Tuńczyk w sosie pomidorowym z kaparami                           |                                                              |           |
| 150 | Podróż 40.: Malta                         | Archipelag                | 6 kwietnia 2014  | Penne z sosem z królika                                          |                                                              |           |
| 151 | Podróż 40.: Malta                         | Miejsce spotkań           | 13 kwietnia 2014 | Spagetti Marinara                                                |                                                              |           |
| 152 | Polska – Kaszuby                          | Wielkanoc na Kaszubach    | 20 kwietnia 2014 |                                                                  |                                                              |           |
| 153 | Podróż 41.: Malezja                       | Georgetown                | 27 kwietnia 2014 | Wołowina po chińsku w sosie ostrygowym                           |                                                              |           |
| 154 | Podróż 41.: Malezja                       | Nowoczesne KL             | 4 maja 2014      | Malajskie curry z baraniny                                       |                                                              |           |
| 155 | Podróż 41.: Malezja                       | Na prowincji              | 11 maja 2014     | Sałatka z makaronem ryżowym                                      |                                                              |           |
| 156 | Podróż 41.: Malezja                       | Penang                    | 18 maja 2014     | Sour fish curry Kwaśne curry rybne                               |                                                              |           |

### Sezon 14: 2014
| Lp. | Odwiedzony region           | Tytuł odcinka       | Data premiery        | I danie                                                                 | II danie                      | III danie |
| --- | --------------------------- | ------------------- | -------------------- | ----------------------------------------------------------------------- | ----------------------------- | --------- |
| 157 | Podróż 41.: Malezja         | Etniczny mix        | 7 września 2014      | Curry z zielonych bananów                                               |                               |           |
| 158 | Podróż 41.: Malezja         | Malakka             | 14 września 2014     | Krewetki w sosie słodko-pikantno-kwaśnym                                |                               |           |
| 159 | Podróż 42.: Morawy (Czechy) | W stronę Śląska     | 21 września 2014     | Medaliony cielęce w sosie sardelowym                                    |                               |           |
| 160 | Podróż 42.: Morawy (Czechy) | Beskid i doliny     | 28 września 2014     | Bramborak z suchego chleba - Placki z suchego chleba                    |                               |           |
| 161 | Podróż 42.: Morawy (Czechy) | Na południu         | 5 października 2014  | Morawska zupa fasolowa                                                  |                               |           |
| 162 | Podróż 42.: Morawy (Czechy) | Jak z obrazka       | 12 października 2014 | Ołomunieckie twarożki w cieście piwnym                                  |                               |           |
| 163 | Podróż 43.: Kanada – Quebec | Montreal            | 19 października 2014 | Kiełbaski aromatyzowane syropem klonowym z purée jabłkowo-ziemniaczanym |                               |           |
| 164 | Podróż 43.: Kanada – Quebec | Słodkie klonowanie  | 26 października 2014 | Pierś z kaczki w pomarańczach                                           |                               |           |
| 165 | Podróż 43.: Kanada – Quebec | Z pól i sadów       | 2 listopada 2014     | Sałatka z karmelizowanych w syropie gruszek z serem pleśniowym          |                               |           |
| 166 | Podróż 43.: Kanada – Quebec | Win ogrody i jagody | 9 listopada 2014     | Klopsiki z suszoną żurawiną w sosie z białego wina                      |                               |           |
| 167 | Podróż 43.: Kanada – Quebec | Ville de Québec     | 16 listopada 2014    | Smażone przegrzebki                                                     | Ceviche z soli i przegrzebków |           |
| 168 | Podróż 43.: Kanada – Quebec | Pierwsze nacje      | 23 listopada 2014    | Sałatka z dzikiego ryżu                                                 |                               |           |

### Sezon 15: 2015
| Lp. | Odwiedzony region             | Tytuł odcinka           | Data premiery    | I danie                                                                   | II danie | III danie |
| --- | ----------------------------- | ----------------------- | ---------------- | ------------------------------------------------------------------------- | -------- | --------- |
| 169 | Podróż 44.: Sardynia (Włochy) | Costa Smeralda          | 22 marca 2015    | Makaron malloreddus z ragout wieprzowo-cielęcym                           |          |           |
| 170 | Podróż 44.: Sardynia (Włochy) | Koral, korek i langusta | 29 marca 2015    | Tonno a la catalana Tuńczyk po Katalońsku                                 |          |           |
| 171 | Podróż 44.: Sardynia (Włochy) | Górska Barbagia         | 12 kwietnia 2015 | Pane Frattau                                                              |          |           |
| 172 | Podróż 44.: Sardynia (Włochy) | Odwieczna               | 19 kwietnia 2015 | Czarne spaghetti z bottargą                                               |          |           |
| 173 | Podróż 45.: Kuba              | Hawana                  | 26 kwietnia 2015 | A rozz con pollo a la Cubana - Ryż z kurczakiem po kubańsku               |          |           |
| 174 | Podróż 45.: Kuba              | Droga do Santiago       | 3 maja 2015      | Arroz congri - Ryż z czarną fasolą                                        |          |           |
| 175 | Podróż 45.: Kuba              | Tropem Hemingwaya       | 10 maja 2015     | Filete de pescado Conciller - Filety rybne po kanclersku                  |          |           |
| 176 | Podróż 45.: Kuba              | Szlak bojowy            | 17 maja 2015     | Chilindron de carnero serrano a la cubana - górska jagnięcina po kubańsku |          |           |
| 177 | Podróż 45.: Kuba              | Plażowa                 | 24 maja 2015     | Enchilado de camarones - krewetki po kubańsku                             |          |           |
| 178 | Podróż 46.: Węgry             | Budapeszt jubileuszowy  | 31 maja 2015     | Pörkölt wieprzowy - Perkelt wieprzowy                                     |          |           |
| 179 | Podróż 46.: Węgry             | Zakole Dunaju           | 7 czerwca 2015   | Rác ponty - Karp po serbsku                                               |          |           |
| 180 | Podróż 46.: Węgry             | Budapeszt - dwa brzegi  | 14 czerwca 2015  | Harcsapaprikás túróscuszával - Paprykarz z suma z łazankami z serem       |          |           |

### Sezon 16: 2015
| Lp. | Odwiedzony region                        | Tytuł odcinka       | Data premiery        | I danie                                                                                       | II danie | III danie |
| --- | ---------------------------------------- | ------------------- | -------------------- | --------------------------------------------------------------------------------------------- | -------- | --------- |
| 181 | Podróż 47.: Chorwacja (Dalmacja)         | Pelješac i Konavle  | 6 września 2015      | Maništra od mladego boba i lignja - Makaron po dalmatyńsku w sosie z młodym bobem i kalmarami |          |           |
| 182 | Podróż 47.: Chorwacja (Dalmacja)         | Lastovo i Mljet     | 13 września 2015     | Ośmiornica na czerwono                                                                        |          |           |
| 183 | Podróż 48.: Czarnogóra (Zatoka Kotorska) | Boka Kotorska       | 20 września 2015     | Risotto z groszkiem i jagnięciną                                                              |          |           |
| 184 | Podróż 49.: Hiszpania (Andaluzja)        | Costa del Sol       | 27 września 2015     | Pez espada a la malageña Miecznik po malageńsku                                               |          |           |
| 185 | Podróż 49.: Hiszpania (Andaluzja)        | Prowincja Kadyks    | 4 października 2015  | Caldo de perro Zupa rybna z pomarańczami                                                      |          |           |
| 186 | Podróż 49.: Hiszpania (Andaluzja)        | Prowincja Sewilla   | 11 października 2015 | Solomillo de cerdo a la Sevillana Polędwiczka wieprzowa na sposób sewilski                    |          |           |
| 187 | Podróż 49.: Hiszpania (Andaluzja)        | Prowincja Kordoba   | 18 października 2015 | Conejo en salsa de almendras Królik w sosie z migdałami                                       |          |           |
| 188 | Podróż 49.: Hiszpania (Andaluzja)        | Prowincja Grenada   | 25 października 2015 | Ajo blanco Chłodnik z migdałów                                                                |          |           |
| 189 | Podróż 50.: Niemcy Północne              | Ostsee czyli Bałtyk | 8 listopada 2015     | Frykadelki w sosie kaparowym z ziemniaczanym purée                                            |          |           |
| 190 | Podróż 50.: Niemcy Północne              | Lubeka              | 15 listopada 2015    | Omlet z ziemniakami i piklingiem z sałatką z porów                                            |          |           |
| 191 | Podróż 50.: Niemcy Północne              | Hamburg             | 22 listopada 2015    | Hamburskie filety z dorsza w sosie curry                                                      |          |           |
| 192 | Podróż 50.: Niemcy Północne              | Brema               | 29 listopada 2015    | Zupa-krem z kalafiorów po bremeńsku                                                           |          |           |

### Sezon 17: 2016
| Lp. | Odwiedzony region                          | Tytuł odcinka       | Data premiery    | I danie                                                                       | II danie | III danie |
| --- | ------------------------------------------ | ------------------- | ---------------- | ----------------------------------------------------------------------------- | -------- | --------- |
| 193 | Podróż 49.: Hiszpania (Andaluzja / Murcia) | Sierra Nevada       | 6 marca 2016     | Tortilla del Sacromonte                                                       |          |           |
| 194 | Podróż 49.: Hiszpania (Andaluzja / Murcia) | Costa Tropical      | 13 marca 2016    | Pez espada a la naranja Miecznik w sosie pomarańczowym                        |          |           |
| 195 | Podróż 49.: Hiszpania (Andaluzja / Murcia) | Almeria             | 20 marca 2016    | Solo millo de cerdo Szaszłyki z polędwiczki wieprzowej z sałatą               |          |           |
| 196 | Podróż 49.: Hiszpania (Andaluzja / Murcia) | Murcia              | 3 kwietnia 2016  | Olla gitana con chorrizitos picantes Garnek cygański z pikantnymi kiełbaskami |          |           |
| 197 | Podróż 51.: Słowacja                       | Bańska Szczawnica   | 10 kwietnia 2016 | Kapustová Polievka Kapuśniak                                                  |          |           |
| 198 | Podróż 51.: Słowacja                       | Liptów              | 17 kwietnia 2016 | Sałatka Liptowska z oscypkiem i korbaczikiem                                  |          |           |
| 199 | Podróż 52.: Sycylia (Włochy)               | Wokół Palermo       | 24 kwietnia 2016 | Karczochy smażone w cieście                                                   |          |           |
| 200 | Podróż 52.: Sycylia (Włochy)               | Cukier, sól i wino  | 1 maja 2016      | Coniglio agrodolce Królik na słodko-kwaśno                                    |          |           |
| 201 | Podróż 52.: Sycylia (Włochy)               | Od antyku do baroku | 8 maja 2016      | Buccatini con broccoli alla siciliana Makaron z kalafiorem po sycylijsku      |          |           |
| 202 | Podróż 52.: Sycylia (Włochy)               | Pod Etną            | 15 maja 2016     | Involtini di pesce spada Roladki z miecznika                                  |          |           |
| 203 | Podróż 53.: Bośnia i Hercegowina           | Banja Luka          | 22 maja 2016     | Ražnjiči Szaszłyki drobiowe                                                   |          |           |
| 204 | Podróż 53.: Bośnia i Hercegowina           | Sarajewo            | 29 maja 2016     | Tarhana čorba                                                                 |          |           |

### Sezon 18: 2016
| Lp. | Odwiedzony region                      | Tytuł odcinka         | Data premiery        | I danie                                           | II danie |
| --- | -------------------------------------- | --------------------- | -------------------- | ------------------------------------------------- | -------- |
| 205 | Podróż 53.: Bośnia i Hercegowina       | Mostar                | 4 września 2016      | Punjena pljeskavica - nadziewana pleskawica       |          |
| 206 | Podróż 53.: Bośnia i Hercegowina       | Trebinje              | 11 września 2016     | Pstrąg i sałatka z grochu                         |          |
| 207 | Podróż 53.: Bośnia i Hercegowina       | Nad Sutjeską i Driną  | 18 września 2016     | Szaszłyk z wątróbki i serbska sałatka             |          |
| 208 | Podróż 54.: Austria - Wiedeń i okolice | Wiedeń cesarski       | 25 września 2016     | Knedle bułczane z wędzonym boczkiem i kurkami     |          |
| 209 | Podróż 54.: Austria - Wiedeń i okolice | Wiedeń współczesny    | 2 października 2016  | Risotto ze szparagami, truskawkami i białym winem |          |
| 210 | Podróż 54.: Austria - Wiedeń i okolice | Dolina Dunaju         | 16 października 2016 | Knedle grysikowe w sosie szparagowym              |          |
| 211 | Podróż 54.: Austria - Wiedeń i okolice | Krems i Dolina Wachau | 23 października 2016 | Riesling Supe Zupa rieslingowa                    |          |
| 212 | Podróż 55.: Ukraina                    | Winnica               | 30 października 2016 | Bliny ziemniaczane                                |          |
| 213 | Podróż 55.: Ukraina                    | Odessa                | 6 listopada 2016     | Małże po odesku                                   |          |
| 214 | Podróż 55.: Ukraina                    | W drodze              | 13 listopada 2016    | Dynia panierowana w sosie pomidorowym             |          |
| 215 | Podróż 55.: Ukraina                    | Kolebka Rusi          | 20 listopada 2016    | Barszcz ukraiński                                 |          |
| 216 | Podróż 55.: Ukraina                    | Kijów do syta         | 27 listopada 2016    | Barania smażenina w lawaszu                       |          |

### Sezon 19: 2017/2020
| Lp. | Odwiedzony region    | Tytuł odcinka         | Data premiery   | I danie                   | II danie | III danie |
| --- | -------------------- | --------------------- | --------------- | ------------------------- | -------- | --------- |
| 217 | Podróż 56.: Filipiny | Manila pełna Historii | 5 marca 2017    | Filipino chicken afritada |          |           |
| 218 | Podróż 56.: Filipiny | Wokół stolicy         | 19 marca 2017   | Filipino adobo            |          |           |
| 219 | Podróż 56.: Filipiny | Wzwyż po ryż          | 25 marca 2020   |                           |          |           |
| 220 | Podróż 56.: Filipiny | Woda i ogień          | 1 kwietnia 2020 |                           |          |           |
| 221 | Podróż 56.: Filipiny | Cuda natury           | 1 kwietnia 2020 | Krewetki filipińskie      |          |           |

## Lista odcinków -Makłowicz w drodze/Makłowicz w Polsce[7]

### Makłowicz w drodze– Sezon 1: 2017
| Lp. | Odwiedzony region | Tytuł odcinka  | Data premiery     | I danie                                                   | II danie |
| --- | ----------------- | -------------- | ----------------- | --------------------------------------------------------- | -------- |
| 1   | Austria – Tyrol   | Stolica Tyrolu | 11 listopada 2017 | Kalbsleber a la Tyrolienne (Cielęca wątróbka po tyrolsku) |          |
| 2   | Austria – Tyrol   | Tyrol Wschodni | 11 listopada 2017 | Osttiroler Gerstensuppe (Krupnik z pęcaku)                |          |
| 3   | Austria – Tyrol   | Narty w Kühtai | 11 listopada 2017 | Erdäpfel knöderln (Knedelki ziemniaczane ze szpinakiem)   |          |

### Makłowicz w drodze– Sezon 2: 2018
| Lp. | Odwiedzony region    | Tytuł odcinka      | Data premiery    | I danie                                                                | II danie                        |
| --- | -------------------- | ------------------ | ---------------- | ---------------------------------------------------------------------- | ------------------------------- |
| 4   | Ukraina – Zakarpacie | Za Karpatami       | 25 lutego 2018   | Paprikás csirke (Paprykarz z kurczaka)                                 |                                 |
| 5   | Ukraina – Zakarpacie | Nad Użem i Cisą    | 4 marca 2018     | Ogórki w chili                                                         | Sałatka z pomidorów ze śmietaną |
| 6   | Ukraina – Zakarpacie | Huculszczyzna      | 11 marca 2018    | Kasza kukurydziana vel mamałyga z sosem grzybowym, bryndzą i skwarkami |                                 |
| 7   | Ukraina – Zakarpacie | Pokucie            | 18 marca 2018    | Gribna juszka (Zupa grzybowa)                                          |                                 |
| 8   | Ukraina – Zakarpacie | Czerniowce         | 25 marca 2018    | Sałata z kapusty                                                       | Tokanica                        |
| 9   | Kambodża             | Phnom Penh         | 1 kwietnia 2018  | Wieprzowina w karmelu z jajkami na twardo                              |                                 |
| 10  | Kambodża             | Wyprawa na wschód  | 8 kwietnia 2018  | Sałatka z zielonego mango                                              |                                 |
| 11  | Kambodża             | Ratanakiri         | 15 kwietnia 2018 | Zupa Samlar Kako                                                       |                                 |
| 12  | Kambodża             | Pocztówkowa        | 22 kwietnia 2018 | Wieprzowina z imbirem po kambodżańsku                                  |                                 |
| 13  | Kambodża             | Nadmorski Koh Kong | 29 kwietnia 2018 | Zupa Tom Yam Kung                                                      |                                 |

### Makłowicz w Polsce– Sezon 1: 2018
| Lp. | Odwiedzony region                   | Tytuł odcinka         | Data premiery        | I danie                                   | II danie |
| --- | ----------------------------------- | --------------------- | -------------------- | ----------------------------------------- | -------- |
| 14  | Polska – Wielkopolska               | Wokół Wolsztyna       | 23 września 2018     | Węgorz po rybacku                         |          |
| 15  | Polska – Wielkopolska               | Wielkopolski porządek | 30 września 2018     | Pyry z gzikiem                            |          |
| 16  | Polska – Lubuskie                   | Nad Odrą              | 7 października 2018  | Sałatka Anielskie Ogrody                  |          |
| 17  | Polska – Lubuskie                   | Lubuskie wino         | 14 października 2018 |                                           |          |
| 18  | Polska – Bieszczady, Beskid i Gorce | Bieszczady            | 21 października 2018 | Kociołek pasterski                        |          |
| 19  | Polska – Bieszczady, Beskid i Gorce | Krosno i okolice      | 28 października 2018 | Proziaki z kozim twarożkiem               |          |
| 20  | Polska – Bieszczady, Beskid i Gorce | Beskid Niski          | 4 listopada 2018     | Kisełycia (Łemkowski kapuśniak)           |          |
| 21  | Polska – Bieszczady, Beskid i Gorce | Gorce                 | 11 listopada 2018    | Polędwiczki wieprzowe nadziewane śliwkami |          |

### Makłowicz w drodze– Sezon 3: 2019
| Lp. | Odwiedzony region  | Tytuł odcinka          | Data premiery    | I danie                                  | II danie              |
| --- | ------------------ | ---------------------- | ---------------- | ---------------------------------------- | --------------------- |
| 22  | Belgia – Flandria  | Z morza                | 24 lutego 2019   | Mule po hiszpańsku                       | Mule z zielonym curry |
| 23  | Belgia – Flandria  | Flandria dla koneserów | 3 marca 2019     | Cykoria w sosie serowym                  |                       |
| 24  | Belgia – Flandria  | Gandawa i Antwerpia    | 10 marca 2019    | Klopsiki w sosie z cykorii i porów       |                       |
| 25  | Belgia – Flandria  | Brugia                 | 17 marca 2019    | Awokado i pomidory nadziewane krewetkami |                       |
| 26  | Chorwacja – Istria | Niezła historia        | 24 marca 2019    | Gulasz z makaronem fuži                  |                       |
| 27  | Chorwacja – Istria | Jak z filmu            | 31 marca 2019    | Brodetto z kury                          |                       |
| 28  | Chorwacja – Istria | Istria                 | 7 kwietnia 2019  | Risotto z zielonymi szparagami           |                       |
| 29  | Chorwacja – Istria | Górzysty skarbiec      | 14 kwietnia 2019 | Gnocchi z czarnymi truflami              |                       |
| 30  | Norwegia           | Hardanger              | 21 kwietnia 2019 | Troć z jabłkiem i sosem curry            |                       |
| 31  | Norwegia           | Z tradycjami           | 28 kwietnia 2019 | Ragout z renifera                        |                       |
| 32  | Norwegia           | Odświętna              | 5 maja 2019      | Plukkfisk                                |                       |

### Makłowicz w drodze– Sezon 4: 2019
| Lp. | Odwiedzony region | Tytuł odcinka      | Data premiery        | I danie                                 | II danie |
| --- | ----------------- | ------------------ | -------------------- | --------------------------------------- | -------- |
| 33  | Ukraina – Galicja | Lwów wielosmakowy  | 29 września 2019     | Zupa tanow ormiański chłodnik           |          |
| 34  | Ukraina – Galicja | Zdrowa i pożywna   | 6 października 2019  | Duszone bakłażany                       |          |
| 35  | Ukraina – Galicja | Galicja wciąż żywa | 13 października 2019 | Zielony barszcz                         |          |
| 36  | Kazachstan        | Ałmaty             | 20 października 2019 | Kułyrma z baraniny                      |          |
| 37  | Kazachstan        | Wyprawa            | 27 października 2019 | Pilaw                                   |          |
| 38  | Kazachstan        | Jedwabny szlak     | 3 listopada 2019     | Baranina z bakłażanami                  |          |
| 39  | Kazachstan        | Stolica            | 10 listopada 2019    | Sorpa a la soljanka z koniną i baraniną |          |